# ハイグレード・ユニバーサルセンチュリー
ハイグレード・ユニバーサルセンチュリー  (HGUC) はアニメ『機動戦士ガンダム』シリーズのうち、宇宙世紀を舞台とした作品に登場するモビルスーツ (MS) を1/144サイズで再現したBANDAI SPIRITSが発売するプラモデルシリーズの名称。ガンプラの一種である。当記事ではHGUCから連番となっている他のHG及び関連商品などについても記載する。

## 概略
1998年、OVA『機動戦士ガンダム 第08MS小隊』の劇中に『機動戦士ガンダム』のMS「グフ」をメカデザイナーのカトキハジメがリファインしたMS「グフカスタム」が登場。これをバンダイが当時の最新の成形技術と可動ギミックを導入した1/144プラモデルキットとして商品化したところ、古くから（1979年〜）のファンに非常に好評であった。これが発端となって、宇宙世紀のMSを同様のコンセプトで改めてキット化するシリーズ企画が「ハイグレード・ユニバーサルセンチュリー」である。
シリーズ初期はカトキハジメの画稿が都度起こされ、シリーズ全体の特徴としてオリジナルデザインのイメージを極力変えずに、立体物として矛盾のない形状と広範柔軟な関節可動を実現している。また、必要以上にハイディテールを施さず、オールドファンから違和感を持たれないニュートラルな造形が心がけられ、1/100マスターグレードシリーズとの差別化が図られている。組み立てを可能な限り簡略化しつつもディテールをなるべく損なわないパーツ構成となっており、組み立てに接着剤を必要としない。
2010年4月、宇宙世紀以外のMSである「HGAW（ハイグレード・アフターウォー） ガンダムX」が発売。以降HGUCはこれら他の世界観に登場するMS達を含めた「HG」として再統合され、HG全体としての商品番号は継続させながら、HGの後に機体の登場する年代が付けられる形式となった。
2013年、「共通フォーマットによる作りやすさ、互換性も追求」をコンセプトに「HGオールガンダムプロジェクト」開始。第1弾は9月発売のHGAC「ウイングガンダム」。
ガンプラ35周年の2015年「新生-REVIVE-」のテーマに合わせて、HGで既発売のMSを最新技術による新規モデルで販売開始。第1弾は6月発売のHGUC「ガンキャノン」。可動・色分けなどに優れ、最新設定に基づく新しいアレンジを試みている。以後もかつての｢ニュートラルな造形｣から｢今風のスタイリッシュ｣な体型アレンジが主流となっている。

## 商品一覧

### 通常版

#### 001-050
| No. | ブランド | 型式番号       | 商品名                                     | 発売時期   | 作品名                                  |
| --- | -------- | -------------- | ------------------------------------------ | ---------- | --------------------------------------- |
| 1   | HGUC     | RX-77-2        | ガンキャノン                               | 1999年5月  | 機動戦士ガンダム                        |
| 2   | HGUC     | YMS-15         | ギャン                                     | 1999年7月  | 機動戦士ガンダム                        |
| 3   | HGUC     | AMX-011S       | ザクIII改                                  | 1999年8月  | 機動戦士ガンダムΖΖ                      |
| 4   | HGUC     | AMX-004        | キュベレイ                                 | 1999年9月  | 機動戦士Ζガンダム                       |
| 5   | HGUC     | MSN-00100      | 百式                                       | 1999年10月 | 機動戦士Ζガンダム                       |
| 6   | HGUC     | MSM-07         | ズゴック                                   | 1999年11月 | 機動戦士ガンダム                        |
| 7   | HGUC     | RX-75          | ガンタンク                                 | 2000年1月  | 機動戦士ガンダム                        |
| 8   | HGUC     | MSM-03         | ゴッグ                                     | 2000年3月  | 機動戦士ガンダム                        |
| 9   | HGUC     | MS-07B         | グフ                                       | 2000年4月  | 機動戦士ガンダム                        |
| 10  | HGUC     | RMS-099        | リックディアス                             | 2000年6月  | 機動戦士Ζガンダム                       |
| 11  | HGUC     | AMX-004-2      | キュベレイMk-II                            | 2000年6月  | 機動戦士ガンダムΖΖ                      |
| 12  | HGUC     | RMS-106        | ハイザック                                 | 2000年7月  | 機動戦士Ζガンダム                       |
| 13  | HGUC     | RX-78GP01      | ガンダムGP01 ゼフィランサス                | 2000年8月  | 機動戦士ガンダム0083 STARDUST MEMORY    |
| 14  | HGUC     | AMX-011        | ザクIII                                    | 2000年9月  | 機動戦士ガンダムΖΖ                      |
| 15  | HGUC     | AMX-107        | バウ                                       | 2000年9月  | 機動戦士ガンダムΖΖ                      |
| 16  | HGUC     | MS-14F         | ゲルググマリーネ                           | 2000年10月 | 機動戦士ガンダム0083 STARDUST MEMORY    |
| 17  | HGUC     | MS-09F         | ドムトローペン                             | 2000年11月 | 機動戦士ガンダム0083 STARDUST MEMORY    |
| 18  | HGUC     | RX-78GP01Fb    | ガンダムGP01Fb フルバーニアン              | 2000年12月 | 機動戦士ガンダム0083 STARDUST MEMORY    |
| 19  | HGUC     | MSM-07S        | シャア専用ズゴック                         | 2001年2月  | 機動戦士ガンダム                        |
| 20  | HGUC     | RGM-79         | ジム                                       | 2001年4月  | 機動戦士ガンダム                        |
| 21  | HGUC     | RX-78-2        | ガンダム                                   | 2001年5月  | 機動戦士ガンダム                        |
| 22  | HGUC     | MSN-02         | ジオング                                   | 2001年6月  | 機動戦士ガンダム                        |
| 23  | HGUC     | MSA-0011       | Sガンダム                                  | 2001年8月  | GUNDAM SENTINEL                         |
| 24  | HGUC     | RMS-141        | ゼクアイン                                 | 2001年10月 | GUNDAM SENTINEL                         |
| 25  | HGUC     | RX-78GP03S     | ガンダムGP03S ステイメン                   | 2001年12月 | 機動戦士ガンダム0083 STARDUST MEMORY    |
| 26  | HGUC     | MS-14Fs        | ゲルググマリーネ シーマカスタム            | 2002年1月  | 機動戦士ガンダム0083 STARDUST MEMORY    |
| 27  | HGUC     | MS-09F         | ドムトローペン サンドブラウン              | 2002年2月  | 機動戦士ガンダム0083 STARDUST MEMORY    |
| 28  | HGUC     | RX-78GP03      | ガンダムGP03 デンドロビウム                | 2002年3月  | 機動戦士ガンダム0083 STARDUST MEMORY    |
| 29  | HGUC     | MSA-0011[Ext]  | Ex-Sガンダム                               | 2002年4月  | GUNDAM SENTINEL                         |
| 30  | HGUC     | RX-178         | ガンダムMk-II（ティターンズ）              | 2002年5月  | 機動戦士Ζガンダム                       |
| 31  | HGUC     | AMX-107        | バウ（量産型）                             | 2002年6月  | 機動戦士ガンダムΖΖ                      |
| 32  | HGUC     | MS-06S         | シャア専用ザク                             | 2002年7月  | 機動戦士ガンダム                        |
| 33  | HGUC     | RMS-099        | リックディアス（クワトロ・バジーナカラー） | 2002年8月  | 機動戦士Ζガンダム                       |
| 34  | HGUC     | MS-06FS        | ザクII FS型（ガルマ・ザビ専用機）          | 2002年9月  | 機動戦士ガンダム MSV                    |
| 35  | HGUC     | FXA-05D+RX-178 | スーパーガンダム                           | 2002年11月 | 機動戦士Ζガンダム                       |
| 36  | HGUC     | PMX-003        | ジ・O                                      | 2002年12月 | 機動戦士Ζガンダム                       |
| 37  | HGUC     | MSM-03C        | ハイゴッグ                                 | 2003年6月  | 機動戦士ガンダム0080 ポケットの中の戦争 |
| 38  | HGUC     | RGM-79D        | ジム寒冷地仕様                             | 2003年7月  | 機動戦士ガンダム0080 ポケットの中の戦争 |
| 39  | HGUC     | MSM-07E        | ズゴックE                                  | 2003年8月  | 機動戦士ガンダム0080 ポケットの中の戦争 |
| 40  | HGUC     | MS-06          | 量産型ザク                                 | 2003年9月  | 機動戦士ガンダム                        |
| 41  | HGUC     | MSZ-006        | ゼータガンダム                             | 2003年10月 | 機動戦士Ζガンダム                       |
| 42  | HGUC     | ORX-005        | ギャプラン                                 | 2003年11月 | 機動戦士Ζガンダム                       |
| 43  | HGUC     | MS-09R-2       | リック・ドムII                             | 2004年1月  | 機動戦士ガンダム0080 ポケットの中の戦争 |
| 44  | HGUC     | RX-77D         | ガンキャノン量産型                         | 2004年2月  | 機動戦士ガンダム0080 ポケットの中の戦争 |
| 45  | HGUC     | MS-14JG        | ゲルググJ                                  | 2004年4月  | 機動戦士ガンダム0080 ポケットの中の戦争 |
| 46  | HGUC     | RGM-79G        | ジム・コマンド                             | 2004年5月  | 機動戦士ガンダム0080 ポケットの中の戦争 |
| 47  | HGUC     | RX-78 NT-1     | ガンダム NT-1                              | 2004年5月  | 機動戦士ガンダム0080 ポケットの中の戦争 |
| 48  | HGUC     | MSN-00100      | 百式+メガバズーカランチャー                | 2004年7月  | 機動戦士Ζガンダム                       |
| 49  | HGUC     | MRX-009        | サイコガンダム                             | 2004年8月  | 機動戦士Ζガンダム                       |
| 50  | HGUC     | -              | Gアーマー（Gファイター+RX-78-2 ガンダム）  | 2004年10月 | 機動戦士ガンダム                        |

#### 051-100
| No. | ブランド | 型式番号      | 商品名                                        | 発売時期   | 作品名                                                 |
| --- | -------- | ------------- | --------------------------------------------- | ---------- | ------------------------------------------------------ |
| 51  | HGUC     | RGM-79GS      | ジム・コマンド（宇宙仕様）                    | 2004年10月 | 機動戦士ガンダム0080 ポケットの中の戦争                |
| 52  | HGUC     | RMS-108       | マラサイ                                      | 2005年1月  | 機動戦士Ζガンダム                                      |
| 53  | HGUC     | RX-178        | ガンダムMk-II+フライングアーマー              | 2005年5月  | 機動戦士Ζガンダム                                      |
| 54  | HGUC     | NRX-044       | アッシマー                                    | 2005年6月  | 機動戦士Ζガンダム                                      |
| 55  | HGUC     | RMS-106       | ハイザック（連邦軍カラー）                    | 2005年7月  | 機動戦士Ζガンダム                                      |
| 56  | HGUC     | RX-121-1      | ガンダム TR-1［ヘイズル改］                   | 2005年9月  | ADVANCE OF Ζ ティターンズの旗のもとに                  |
| 57  | HGUC     | RX-121-2A     | ガンダム TR-1［アドバンスド・ヘイズル］       | 2005年11月 | ADVANCE OF Ζ ティターンズの旗のもとに                  |
| 58  | HGUC     | RX-110        | ガブスレイ                                    | 2005年12月 | 機動戦士Ζガンダム                                      |
| 59  | HGUC     | MS-09/MS-09R  | ドム / リック・ドム                           | 2006年1月  | 機動戦士ガンダム                                       |
| 60  | HGUC     | PMX-001       | パラス・アテネ                                | 2006年2月  | 機動戦士Ζガンダム                                      |
| 61  | HGUC     | MSA-005       | メタス                                        | 2006年3月  | 機動戦士Ζガンダム                                      |
| 62  | HGUC     | AMX-003       | ガザC（ハマーン・カーン専用機）               | 2006年4月  | 機動戦士Ζガンダム A New Translation                    |
| 63  | HGUC     | AMX-003       | ガザC                                         | 2006年4月  | 機動戦士Ζガンダム                                      |
| 64  | HGUC     | MS-05B        | ザクI                                         | 2006年5月  | 機動戦士ガンダム                                       |
| 65  | HGUC     | EMS-10        | ヅダ                                          | 2006年6月  | 機動戦士ガンダム MS IGLOO                              |
| 66  | HGUC     | RX-78GP02A    | ガンダムGP02A サイサリス                      | 2006年7月  | 機動戦士ガンダム0083 STARDUST MEMORY                   |
| 67  | HGUC     | RGM-79        | パワード・ジム                                | 2006年8月  | 機動戦士ガンダム0083 STARDUST MEMORY                   |
| 68  | HGUC     | MS-05B        | ザクI 黒い三連星仕様                          | 2006年8月  | 機動戦士ガンダム MSV                                   |
| 69  | HGUC     | RX-121-2      | ガンダム TR-1［ヘイズル2号機］                | 2006年9月  | ADVANCE OF Ζ ティターンズの旗のもとに                  |
| 70  | HGUC     | MS-14S        | シャア専用ゲルググ                            | 2006年10月 | 機動戦士ガンダム                                       |
| 71  | HGUC     | MS-05L        | ザクI・スナイパータイプ                       | 2006年11月 | 機動戦士ガンダム 〜戦場の絆〜                          |
| 72  | HGUC     | RGM-79FP      | ジム・ストライカー                            | 2006年12月 | 機動戦士ガンダム 〜戦場の絆〜                          |
| 73  | HGUC     | ORX-005       | ギャプランTR-5［フライルー］                  | 2006年12月 | ADVANCE OF Ζ ティターンズの旗のもとに                  |
| 74  | HGUC     | RGM-79Q       | ジム・クゥエル                                | 2007年1月  | 機動戦士ガンダム0083 STARDUST MEMORY                   |
| 75  | HGUC     | RX-78GP02A    | ガンダムGP02A（MLRS仕様）                     | 2007年2月  | 機動戦士ガンダム 〜戦場の絆〜                          |
| 76  | HGUC     | MS-14A/MS-14C | ゲルググ / ゲルググキャノン                   | 2007年3月  | 機動戦士ガンダム / 機動戦士ガンダム MSV                |
| 77  | HGUC     | RX-79BD-2     | ブルーディスティニー2号機                     | 2007年4月  | 機動戦士ガンダム外伝 THE BLUE DESTINY                  |
| 78  | HGUC     | MSM-04        | アッガイ                                      | 2007年4月  | 機動戦士ガンダム                                       |
| 79  | HGUC     | RX-79[G]      | 陸戦型ガンダム                                | 2007年6月  | 機動戦士ガンダム 第08MS小隊                            |
| 80  | HGUC     | RX-79BD-1     | ブルーディスティニー1号機                     | 2007年7月  | 機動戦士ガンダム外伝 THE BLUE DESTINY                  |
| 81  | HGUC     | MSM-10        | ゾック                                        | 2007年7月  | 機動戦士ガンダム                                       |
| 82  | HGUC     | RX-79BD-3     | ブルーディスティニー3号機                     | 2007年9月  | 機動戦士ガンダム外伝 THE BLUE DESTINY                  |
| 83  | HGUC     | MSN-03        | ヤクト・ドーガ (ギュネイ・ガス専用機)         | 2007年10月 | 機動戦士ガンダム 逆襲のシャア                          |
| 84  | HGUC     | MSN-03        | ヤクト・ドーガ（クェス・エア専用機）          | 2007年10月 | 機動戦士ガンダム 逆襲のシャア                          |
| 85  | HGUC     | RGZ-91        | リ・ガズィ                                    | 2008年1月  | 機動戦士ガンダム 逆襲のシャア                          |
| 86  | HGUC     | RX-93         | νガンダム                                     | 2008年3月  | 機動戦士ガンダム 逆襲のシャア                          |
| 87  | HGUC     | MS-06FZ       | ザクII改                                      | 2008年5月  | 機動戦士ガンダム0080 ポケットの中の戦争                |
| 88  | HGUC     | MSN-04        | サザビー                                      | 2008年6月  | 機動戦士ガンダム 逆襲のシャア                          |
| 89  | HGUC     | MS-18E        | ケンプファー                                  | 2008年8月  | 機動戦士ガンダム0080 ポケットの中の戦争                |
| 90  | HGUC     | MS-09R-2      | リック・ドムII ライトグリーンバージョン       | 2008年8月  | 機動戦士ガンダム0080 ポケットの中の戦争                |
| 91  | HGUC     | AMS-119       | ギラ・ドーガ                                  | 2008年11月 | 機動戦士ガンダム 逆襲のシャア                          |
| 92  | HGUC     | AMS-119       | ギラ・ドーガ（レズン・シュナイダー専用機）    | 2009年1月  | 機動戦士ガンダム 逆襲のシャア                          |
| 93  | HGUC     | FA-93HWS      | νガンダム（ヘビー・ウエポン・システム装備型） | 2009年4月  | CCA-MSV                                                |
| 94  | HGUC     | RMS-099B      | シュツルム・ディアス                          | 2009年4月  | 機動戦士ガンダムΖΖ                                     |
| 95  | HGUC     | RX-93-ν2      | Hi-νガンダム                                  | 2009年6月  | 機動戦士ガンダム 逆襲のシャア ベルトーチカ・チルドレン |
| 96  | HGUC     | RMS-119       | アイザック                                    | 2009年6月  | 機動戦士ガンダムΖΖ                                     |
| 97  | HGUC     | RGM-89        | ジェガン                                      | 2009年8月  | 機動戦士ガンダム 逆襲のシャア                          |
| 98  | HGUC     | FA-78-3       | フルアーマーガンダム7号機                     | 2009年9月  | 機動戦士ガンダム戦記                                   |
| 99  | HGUC     | NZ-666        | クシャトリヤ                                  | 2009年10月 | 機動戦士ガンダムUC                                     |
| 100 | HGUC     | RX-0          | ユニコーンガンダム（デストロイモード）        | 2009年11月 | 機動戦士ガンダムUC                                     |

#### 101-150
| No. | ブランド | 型式番号     | 商品名                                                       | 発売時期   | 作品名                                  |
| --- | -------- | ------------ | ------------------------------------------------------------ | ---------- | --------------------------------------- |
| 101 | HGUC     | RX-0         | ユニコーンガンダム（ユニコーンモード）                       | 2009年11月 | 機動戦士ガンダムUC                      |
| 102 | HGUC     | AMS-129      | ギラ・ズール                                                 | 2009年12月 | 機動戦士ガンダムUC                      |
| 103 | HGUC     | RGZ-95       | リゼル                                                       | 2010年1月  | 機動戦士ガンダムUC                      |
| 104 | HGUC     | RGM-89S      | スタークジェガン                                             | 2010年2月  | 機動戦士ガンダムUC                      |
| 105 | HGUC     | MS-06F-2     | ザクIIF2型 (ジオン軍仕様)                                    | 2010年2月  | 機動戦士ガンダム0083 STARDUST MEMORY    |
| 106 | HGUC     | D-50C        | ロト ツインセット                                            | 2010年3月  | 機動戦士ガンダムUC                      |
| 107 | HGUC     | MS-06F-2     | ザクIIF2型 (連邦軍仕様)                                      | 2010年3月  | 機動戦士ガンダム0083 STARDUST MEMORY    |
| 108 | HGUC     | RGZ-95C      | リゼル（隊長機）                                             | 2010年3月  | 機動戦士ガンダムUC                      |
| 109 | HGAW     | GX-9900      | ガンダムX                                                    | 2010年4月  | 機動新世紀ガンダムX                     |
| 110 | HGFC     | GF13-017NJII | ゴッドガンダム                                               | 2010年5月  | 機動武闘伝Gガンダム                     |
| 111 | HGUC     | MSZ-010      | ダブルゼータガンダム                                         | 2010年6月  | 機動戦士ガンダムΖΖ                      |
| 112 | HGUC     | AMS-129      | ギラ・ズール（アンジェロ・ザウパー専用機）                   | 2010年7月  | 機動戦士ガンダムUC                      |
| 113 | HGUC     | RGM-79C      | ジム改                                                       | 2010年8月  | 機動戦士ガンダム0083 STARDUST MEMORY    |
| 114 | HGUC     | RB-79        | ボール ツインセット                                          | 2010年9月  | 機動戦士ガンダム                        |
| 115 | HGUC     | MSN-001A1    | デルタプラス                                                 | 2010年9月  | 機動戦士ガンダムUC                      |
| 116 | HGUC     | MSN-06S      | シナンジュ                                                   | 2010年10月 | 機動戦士ガンダムUC                      |
| 117 | HGUC     | MS-07B-3     | グフカスタム                                                 | 2010年11月 | 機動戦士ガンダム 第08MS小隊             |
| 118 | HGAW     | GX-9900-DV   | ガンダムXディバイダー                                        | 2010年12月 | 機動新世紀ガンダムX                     |
| 119 | HGFC     | GF13-050NSW  | ノーベルガンダム                                             | 2011年1月  | 機動武闘伝Gガンダム                     |
| 120 | HGUC     | RGM-79N      | ジム・カスタム                                               | 2011年1月  | 機動戦士ガンダム0083 STARDUST MEMORY    |
| 121 | HG       | -            | エクストリームガンダム                                       | 2011年2月  | 機動戦士ガンダム エクストリームバーサス |
| 122 | HGUC     | AMS-129      | ギラ・ズール（親衛隊仕様）                                   | 2011年3月  | 機動戦士ガンダムUC                      |
| 123 | HGUC     | RGM-89De     | ジェガン（エコーズ仕様）                                     | 2011年4月  | 機動戦士ガンダムUC                      |
| 124 | HGUC     | AMX-009      | ドライセン（ユニコーンVer.）                                 | 2011年5月  | 機動戦士ガンダムUC                      |
| 125 | HGUC     | RGC-83       | ジム・キャノンII                                             | 2011年6月  | 機動戦士ガンダム0083 STARDUST MEMORY    |
| 126 | HGUC     | RGM-86R      | ジムIII                                                      | 2011年7月  | 機動戦士ガンダムΖΖ                      |
| 127 | HGFC     | GF13-017NJ   | シャイニングガンダム                                         | 2011年8月  | 機動武闘伝Gガンダム                     |
| 128 | HGFC     | GF13-001NHII | マスターガンダム&風雲再起                                    | 2011年8月  | 機動武闘伝Gガンダム                     |
| 129 | HGFC     | GF13-050NSW  | ノーベルガンダム（バーサーカーモード）                       | 2011年9月  | 機動武闘伝Gガンダム                     |
| 130 | HGUC     | RGM-96X      | ジェスタ                                                     | 2011年9月  | 機動戦士ガンダムUC                      |
| 131 | HGUC     | RMS-179      | ジムII                                                       | 2011年10月 | 機動戦士Ζガンダム                       |
| 132 | HGUC     | AMS-129M     | ゼー・ズール                                                 | 2011年11月 | 機動戦士ガンダムUC                      |
| 133 | HGUC     | MS-21C       | ドラッツェ                                                   | 2011年11月 | 機動戦士ガンダム0083 STARDUST MEMORY    |
| 134 | HGUC     | RX-0         | ユニコーンガンダム2号機 バンシィ（デストロイモード）         | 2012年1月  | 機動戦士ガンダムUC                      |
| 135 | HGUC     | RX-0         | ユニコーンガンダム2号機 バンシィ（ユニコーンモード）         | 2012年1月  | 機動戦士ガンダムUC                      |
| 136 | HGUC     | MSN-001      | デルタガンダム                                               | 2012年3月  | 機動戦士ガンダムUC MSV                  |
| 137 | HGUC     | MS-05L       | ザクI・スナイパータイプ（ヨンム・カークス機）                | 2012年3月  | 機動戦士ガンダムUC                      |
| 138 | HGUC     | RMS-108      | マラサイ（ユニコーンVer.）                                   | 2012年3月  | 機動戦士ガンダムUC                      |
| 139 | HGUC     | MSM-04G      | ジュアッグ（ユニコーンVer.）                                 | 2012年3月  | 機動戦士ガンダムUC                      |
| 140 | HGUC     | MSA-003      | ネモ（ユニコーンVer.）                                       | 2012年4月  | 機動戦士ガンダムUC                      |
| 141 | HGUC     | RAS-96       | アンクシャ                                                   | 2012年5月  | 機動戦士ガンダムUC                      |
| 142 | HGUC     | RGZ-95C      | リゼルC型（ディフェンサーbユニット／ゼネラル・レビル配備機） | 2012年6月  | 機動戦士ガンダムUC                      |
| 143 | HGUC     | RMS-192M     | ザク・マリナー                                               | 2012年7月  | 機動戦士ガンダムΖΖ                      |
| 144 | HGUC     | -            | ベースジャバー（ユニコーンVer.）                             | 2012年7月  | 機動戦士ガンダムUC                      |
| 145 | HGUC     | RX-139       | ハンブラビ                                                   | 2012年8月  | 機動戦士Ζガンダム                       |
| 146 | HGUC     | RGM-79SP     | ジム・スナイパーII                                           | 2012年9月  | 機動戦士ガンダム0080 ポケットの中の戦争 |
| 147 | HGUC     | RX-160S      | バイアラン・カスタム                                         | 2012年11月 | 機動戦士ガンダムUC                      |
| 148 | HGUC     | MSN-001X     | ガンダムデルタカイ                                           | 2012年12月 | 機動戦士ガンダムUC MSV                  |
| 149 | HGUC     | YAMS-132     | ローゼン・ズール                                             | 2012年12月 | 機動戦士ガンダムUC                      |
| 150 | HGUC     | MSA-003      | ネモ                                                         | 2013年1月  | 機動戦士Ζガンダム                       |

#### 151-200
| No. | ブランド | 型式番号           | 商品名                                                                | 発売時期   | 作品名                               |
| --- | -------- | ------------------ | --------------------------------------------------------------------- | ---------- | ------------------------------------ |
| 151 | HGUC     | MS-06R-1A          | 黒い三連星ザク                                                        | 2013年2月  | 機動戦士ガンダム MSV                 |
| 152 | HGUC     | RGM-96X            | ジェスタ・キャノン                                                    | 2013年2月  | 機動戦士ガンダムUC                   |
| 153 | HGUC     | RX-0[N]            | ユニコーンガンダム2号機 バンシィ・ノルン（ユニコーンモード）          | 2013年3月  | 機動戦士ガンダムUC                   |
| 154 | HGUC     | MS-06R-1A          | シン・マツナガ専用ザク                                                | 2013年3月  | 機動戦士ガンダム MSV                 |
| 155 | HGUC     | RX-79[G]Ez-8       | ガンダムイージーエイト                                                | 2013年4月  | 機動戦士ガンダム 第08MS小隊          |
| 156 | HGUC     | RX-0               | フルアーマー・ユニコーンガンダム（ユニコーンモード）                  | 2013年5月  | 機動戦士ガンダムUC                   |
| 157 | HGUC     | PMX-000            | メッサーラ                                                            | 2013年6月  | 機動戦士Ζガンダム                    |
| 158 | HGUC     | -                  | 89式ベースジャバー                                                    | 2013年6月  | 機動戦士ガンダムUC                   |
| 159 | HGUC     | AGX-04             | ガーベラ・テトラ                                                      | 2013年7月  | 機動戦士ガンダム0083 STARDUST MEMORY |
| 160 | HGUC     | AMX-014            | ドーベン・ウルフ（ユニコーンVer.）                                    | 2013年8月  | 機動戦士ガンダムUC MSV               |
| 161 | HGUC     | MSM-08             | ゾゴック（ユニコーンVer.）                                            | 2013年9月  | 機動戦士ガンダムUC                   |
| 162 | HGAC     | XXXG-01W           | ウイングガンダム                                                      | 2013年9月  | 新機動戦記ガンダムW                  |
| 163 | HGAW     | GX-9901-DX         | ガンダムダブルエックス                                                | 2013年10月 | 機動新世紀ガンダムX                  |
| 164 | HGUC     | MSA-003            | ネモ（ユニコーンデザートカラーVer.）                                  | 2013年11月 | 機動戦士ガンダムUC                   |
| 165 | HGUC     | LM312V04           | ヴィクトリーガンダム                                                  | 2013年11月 | 機動戦士Vガンダム                    |
| 166 | HGUC     | MS-06R-2           | ジョニー・ライデン専用ザク                                            | 2013年11月 | 機動戦士ガンダム MSV                 |
| 167 | HGUC     | F91                | ガンダムF91                                                           | 2013年12月 | 機動戦士ガンダムF91                  |
| 168 | HGUC     | F91                | ガンダムF91 (ハリソン・マディン専用機)                                | 2013年12月 | 機動戦士クロスボーン・ガンダム       |
| 169 | HGUC     | LM314V21           | V2ガンダム                                                            | 2014年1月  | 機動戦士Vガンダム                    |
| 170 | HGUC     | ARX-014            | シルヴァ・バレト                                                      | 2014年2月  | 機動戦士ガンダムUC MSV               |
| 171 | HGCE     | GAT-X105+AQM/E-X01 | エールストライクガンダム                                              | 2014年2月  | 機動戦士ガンダムSEED                 |
| 172 | HGUC     | AMX-009            | ドライセン                                                            | 2014年2月  | 機動戦士ガンダムΖΖ                   |
| 173 | HGUC     | AMX-014            | ドーベン・ウルフ                                                      | 2014年2月  | 機動戦士ガンダムΖΖ                   |
| 174 | HGAC     | XXXG-00W0          | ウイングガンダムゼロ                                                  | 2014年3月  | 新機動戦記ガンダムW                  |
| 175 | HGUC     | RX-0[N]            | ユニコーンガンダム2号機 バンシィ・ノルン（デストロイモード）          | 2014年3月  | 機動戦士ガンダムUC                   |
| 176 | HGCE     | MBF-02+AQM/E-X01   | ストライクルージュ                                                    | 2014年3月  | 機動戦士ガンダムSEED                 |
| 177 | HGCC     | WD-M01             | ターンエーガンダム                                                    | 2014年4月  | ∀ガンダム                            |
| 178 | HGUC     | RX-0               | フルアーマー・ユニコーンガンダム（デストロイモード）                  | 2014年4月  | 機動戦士ガンダムUC                   |
| 179 | HGUC     | NZ-666             | クシャトリヤ・リペアード                                              | 2014年5月  | 機動戦士ガンダムUC                   |
| 180 | HGUC     | AMX-102            | ズサ（ユニコーンVer.）                                                | 2014年6月  | 機動戦士ガンダムUC                   |
| 181 | HGUC     | NZ-999             | ネオ・ジオング                                                        | 2014年6月  | 機動戦士ガンダムUC                   |
| 182 | HGUC     | MSZ-006A1          | ゼータプラス（ユニコーンVer.）                                        | 2014年7月  | 機動戦士ガンダムUC                   |
| 183 | HGUC     | AMX-101E           | シュツルム・ガルス                                                    | 2014年7月  | 機動戦士ガンダムUC                   |
| 184 | HGAW     | GW-9800            | ガンダムエアマスター                                                  | 2014年7月  | 機動新世紀ガンダムX                  |
| 185 | HGUC     | YAMS-132           | ローゼン・ズール（エピソード 7 Ver.）                                 | 2014年8月  | 機動戦士ガンダムUC                   |
| 186 | HGUC     | MSZ-008            | ΖII                                                                   | 2014年9月  | Ζ-MSV                                |
| 187 | HGUC     | XM-X1              | クロスボーン・ガンダムX1                                              | 2014年11月 | 機動戦士クロスボーン・ガンダム       |
| 188 | HGUC     | LM312V04+SD-VB03A  | Vダッシュガンダム                                                     | 2015年3月  | 機動戦士Vガンダム                    |
| 189 | HGUC     | LM314V23/24        | V2アサルトバスターガンダム                                            | 2015年5月  | 機動戦士Vガンダム                    |
| 190 | HGUC     | RX-77-2            | ガンキャノン - REVIVE                                                 | 2015年6月  | 機動戦士ガンダム                     |
| 191 | HGUC     | RX-78-2            | ガンダム - REVIVE                                                     | 2015年7月  | 機動戦士ガンダム                     |
| 192 | HGCE     | ZGMF-X10A          | フリーダムガンダム - REVIVE                                           | 2015年8月  | 機動戦士ガンダムSEED                 |
| 193 | HGUC     | RX-178             | ガンダムMk-II（エゥーゴ仕様） - REVIVE                                | 2015年11月 | 機動戦士Ζガンダム                    |
| 194 | HGUC     | RX-178             | ガンダムMk-II（ティターンズ仕様） - REVIVE                            | 2015年11月 | 機動戦士Ζガンダム                    |
| 195 | HGUC     | AMX-004            | キュベレイ - REVIVE                                                   | 2015年12月 | 機動戦士Ζガンダム                    |
| 196 | HGUC     | MS-07B             | グフ - REVIVE                                                         | 2016年4月  | 機動戦士ガンダム                     |
| 197 | HGUC     | YMS-15             | ギャン - REVIVE                                                       | 2016年5月  | 機動戦士ガンダム                     |
| 198 | HGCE     | ZGMF-X56S/α        | フォースインパルスガンダム - REVIVE                                   | 2016年6月  | 機動戦士ガンダムSEED DESTINY         |
| 199 | HGUC     | RX-0               | フルアーマー・ユニコーンガンダム（デストロイモード/レッドカラーVer.） | 2016年6月  | 機動戦士ガンダムUC                   |
| 200 | HGUC     | MSN-00100          | 百式 - REVIVE                                                         | 2016年8月  | 機動戦士Ζガンダム                    |

#### 201-250
| No. | ブランド | 型式番号             | 商品名                                                                                         | 発売時期   | 作品名                                                 |
| --- | -------- | -------------------- | ---------------------------------------------------------------------------------------------- | ---------- | ------------------------------------------------------ |
| 201 | HGCE     | ZGMF-X20A            | ストライクフリーダムガンダム - REVIVE                                                          | 2016年11月 | 機動戦士ガンダムSEED DESTINY                           |
| 202 | HGUC     | RGM-79[G]            | 陸戦型ジム                                                                                     | 2017年1月  | 機動戦士ガンダム 第08MS小隊                            |
| 203 | HGUC     | MSZ-006              | ゼータガンダム - REVIVE                                                                        | 2017年4月  | 機動戦士Ζガンダム                                      |
| 204 | HGUC     | RMS-154              | バーザム                                                                                       | 2017年5月  | 機動戦士Ζガンダム                                      |
| 205 | HGUC     | RX-78AN-01           | ガンダムAN-01 トリスタン                                                                       | 2017年6月  | 機動戦士ガンダム Twilight AXIS                         |
| 206 | HGUC     | MS-08TX/S            | イフリート・シュナイド                                                                         | 2017年7月  | 機動戦士ガンダムUC                                     |
| 207 | HGUC     | RX-79BD-1            | ブルーディスティニー1号機 "EXAM"                                                               | 2017年8月  | 機動戦士ガンダム外伝 THE BLUE DESTINY                  |
| 208 | HGUC     | RX-79BD-2            | ブルーディスティニー2号機 "EXAM"                                                               | 2017年12月 | 機動戦士ガンダム外伝 THE BLUE DESTINY                  |
| 209 | HGUC     | RX-79BD-3            | ブルーディスティニー3号機 "EXAM"                                                               | 2018年3月  | 機動戦士ガンダム外伝 THE BLUE DESTINY                  |
| 210 | HGUC     | RX-79[G]             | 陸戦型ガンダム                                                                                 | 2018年4月  | 機動戦士ガンダム 第08MS小隊                            |
| 211 | HGAC     | OZ-06MS              | リーオー                                                                                       | 2018年5月  | 新機動戦記ガンダムW                                    |
| 212 | HGUC     | RMS-117              | ガルバルディβ                                                                                  | 2018年6月  | 機動戦士Ζガンダム                                      |
| 213 | HGUC     | RX-0                 | ユニコーンガンダム3号機 フェネクス（デストロイモード）（ナラティブVer.）                       | 2018年6月  | 機動戦士ガンダムNT                                     |
| 214 | HGUC     | RX-160               | バイアラン                                                                                     | 2018年7月  | 機動戦士Ζガンダム                                      |
| 215 | HGUC     | AMS-123X-X           | ムーンガンダム                                                                                 | 2018年9月  | 機動戦士ムーンガンダム                                 |
| 216 | HGUC     | RX-0                 | ユニコーンガンダム3号機 フェネクス（デストロイモード）（ナラティブVer.）[ゴールドコーティング] | 2018年10月 | 機動戦士ガンダムNT                                     |
| 217 | HGUC     | MSN-06S-2            | シナンジュ・スタイン（ナラティブVer.）                                                         | 2018年10月 | 機動戦士ガンダムNT                                     |
| 218 | HGUC     | RX-9/A               | ナラティブガンダム A装備                                                                       | 2018年11月 | 機動戦士ガンダムNT                                     |
| 219 | HGUC     | MSK-008              | ディジェ                                                                                       | 2018年12月 | 機動戦士Ζガンダム                                      |
| 220 | HGUC     | AMX-104              | R・ジャジャ                                                                                    | 2019年1月  | 機動戦士ガンダムΖΖ                                     |
| 221 | HGUC     | FD-03                | グスタフ・カール（ユニコーンVer.）                                                             | 2019年2月  | 機動戦士ガンダムUC                                     |
| 222 | HGUC     | RX-9/C               | ナラティブガンダム C装備                                                                       | 2019年3月  | 機動戦士ガンダムNT                                     |
| 223 | HGAC     | WMS-03               | マグアナック                                                                                   | 2019年4月  | 新機動戦記ガンダムW                                    |
| 224 | HGCE     | ZGMF-X42S            | デスティニーガンダム                                                                           | 2019年5月  | 機動戦士ガンダムSEED DESTINY                           |
| 225 | HGUC     | ARX-014S             | シルヴァ・バレト・サプレッサー                                                                 | 2019年6月  | 機動戦士ガンダムNT                                     |
| 226 | HGCE     | ZGMF-X42S-REVOLUTION | デスティニーガンダム（ハイネ専用機）                                                           | 2019年7月  | 機動戦士ガンダムSEED DESTINY                           |
| 227 | HGUC     | RX-0                 | ユニコーンガンダム3号機 フェネクス（ユニコーンモード）（ナラティブVer.）[ゴールドコーティング] | 2019年8月  | 機動戦士ガンダムNT                                     |
| 228 | HGAC     | XXXG-01SR            | ガンダムサンドロック                                                                           | 2019年9月  | 新機動戦記ガンダムW                                    |
| 229 | HGUC     | RX-104FF             | ペーネロペー                                                                                   | 2019年10月 | 機動戦士ガンダム 閃光のハサウェイ                      |
| 230 | HGFC     | JDG-009X(JDG-00X)    | デスアーミー                                                                                   | 2019年11月 | 機動武闘伝Gガンダム                                    |
| 231 | HGCE     | ZGMF-X19A            | インフィニットジャスティスガンダム                                                             | 2020年5月  | 機動戦士ガンダムSEED DESTINY                           |
| 232 | HGCE     | GAT-104              | ウィンダム                                                                                     | 2020年5月  | 機動戦士ガンダムSEED DESTINY                           |
| 233 | HGUC     | Me02R-F01            | メッサーF01型                                                                                  | 2020年7月  | 機動戦士ガンダム 閃光のハサウェイ                      |
| 234 | HGUC     | MS-06S               | シャア専用ザクII                                                                               | 2020年7月  | 機動戦士ガンダム                                       |
| 235 | HGUC     | NRX-055              | バウンド・ドック                                                                               | 2020年10月 | 機動戦士Zガンダム                                      |
| 236 | HGAC     | XXXG-01H             | ガンダムヘビーアームズ                                                                         | 2020年10月 | 新機動戦記ガンダムW                                    |
| 237 | HGCE     | GAT-02L2             | ダガーL                                                                                        | 2021年4月  | 機動戦士ガンダムSEED DESTINY                           |
| 238 | HGUC     | RX-105               | Ξガンダム                                                                                      | 2021年4月  | 機動戦士ガンダム 閃光のハサウェイ                      |
| 239 | HGAC     | XXXG-01D             | ガンダムデスサイズ                                                                             | 2021年5月  | 新機動戦記ガンダムW                                    |
| 240 | HGUC     | MSN-04II             | ナイチンゲール                                                                                 | 2021年7月  | 機動戦士ガンダム 逆襲のシャア ベルトーチカ・チルドレン |
| 241 | HGUC     | MS-06                | ザクII                                                                                         | 2021年12月 | 機動戦士ガンダム                                       |
| 242 | HGAC     | XXXG-01S             | シェンロンガンダム                                                                             | 2022年9月  | 新機動戦記ガンダムW                                    |
| 243 | HGCE     | STTS-909             | ライジングフリーダムガンダム                                                                   | 2024年1月  | 機動戦士ガンダムSEED FREEDOM                           |
| 244 | HGCE     | STTS-808             | イモータルジャスティスガンダム                                                                 | 2024年1月  | 機動戦士ガンダムSEED FREEDOM                           |
| 245 | HGCE     | NOG-M1A1             | ブラックナイトスコードシヴァ                                                                   | 2024年2月  | 機動戦士ガンダムSEED FREEDOM                           |
| 246 | HGCE     | GFAS-X1              | デストロイガンダム                                                                             | 2024年3月  | 機動戦士ガンダムSEED DESTINY                           |
| 247 | HGCE     | NOG-M4F2             | ブラックナイトスコードルドラ（グリフィン・アルバレスト専用機）                                 | 2024年3月  | 機動戦士ガンダムSEED FREEDOM                           |
| 248 | HGCE     | ZGMF-2025/F          | ゲルググメナース（ルナマリア・ホーク専用機）                                                   | 2024年3月  | 機動戦士ガンダムSEED FREEDOM                           |
| 249 | HGCE     | ZGMF-2027/A          | ギャンシュトローム（アグネス・ギーベンラート専用機）                                           | 2024年4月  | 機動戦士ガンダムSEED FREEDOM                           |
| 250 | HGCE     | ZGMF/A-262PD-P       | マイティーストライクフリーダムガンダム                                                         | 2024年5月  | 機動戦士ガンダムSEED FREEDOM                           |

#### 251-300
| No. | ブランド | 型式番号                  | 商品名                                      | 発売時期   | 作品名                            |
| --- | -------- | ------------------------- | ------------------------------------------- | ---------- | --------------------------------- |
| 251 | HGCE     | ZGMF-X191M2               | インフィニットジャスティスガンダム弐式      | 2024年6月  | 機動戦士ガンダムSEED FREEDOM      |
| 252 | HGCE     | ZGMF-1027M                | デュエルブリッツガンダム                    | 2024年7月  | 機動戦士ガンダムSEED FREEDOM      |
| 253 | HGCE     | ZGMF-103HD                | ライトニングバスターガンダム                | 2024年9月  | 機動戦士ガンダムSEED FREEDOM      |
| 254 | HG       | MS-06F                    | ザクII F型（ソラリ機）                      | 2024年10月 | 機動戦士ガンダム 復讐のレクイエム |
| 255 | HG       | RX-78(G)E                 | ガンダムEX                                  | 2024年10月 | 機動戦士ガンダム 復讐のレクイエム |
| 256 | HGCE     | STTS/F-400                | ムラサメ改                                  | 2024年10月 | 機動戦士ガンダムSEED FREEDOM      |
| 257 | HGCE     | NOG-M2D1/E                | ブラックナイトスコードカルラ                | 2024年10月 | 機動戦士ガンダムSEED FREEDOM      |
| 258 | HGCE     | ZGMF/A-42S2 & A-GXQ754/V2 | デスティニーガンダムSpecII&ゼウスシルエット | 2024年11月 | 機動戦士ガンダムSEED FREEDOM      |
| 259 | HGUC     | PMX-002                   | ボリノーク･サマーン                         | 2024年11月 | 機動戦士Ζガンダム                 |
| 260 | HGCE     | ZGMF-MM07                 | ズゴック（SEED FREEDOM Ver.）               | 2025年2月  | 機動戦士ガンダムSEED FREEDOM      |
| 261 | HGUC     | MRX-010                   | サイコ・ガンダムMk-II                       | 2025年3月  | 機動戦士Ζガンダム                 |
| xxx | HGUC     | AMX-101                   | ガルスJ                                     | 2025年8月  | 機動戦士ガンダムΖΖ                |

### HG U.C. HARD GRAPH
| 型式番号 | 商品名                     | 発売時期  |
| -------- | -------------------------- | --------- |
| MS-06    | ザク地上戦セット           | 2009年2月 |
| RX-79[G] | 陸戦型ガンダム地上戦セット | 2009年9月 |

限定モデル（プレミアムバンダイ限定販売）
| 型式番号 | 商品名                                         | 発売時期  |
| -------- | ---------------------------------------------- | --------- |
| RGM-79SP | ジム・スナイパーII（ホワイト・ディンゴ隊仕様） | 2012年9月 |

### セット商品
| 商品名                                                       | セット内容                                                 | 発売時期  | 備考                                                         |
| ------------------------------------------------------------ | ---------------------------------------------------------- | --------- | ------------------------------------------------------------ |
| ガンダムV作戦セット                                          | RX-78-2 ガンダム RX-77-2 ガンキャノン RX-75 ガンタンク     | 2001年8月 |                                                              |
| MS-09 ドム 黒い三連星 トリプルドムセット                     | MS-09 ドム×3                                               | 2006年1月 |                                                              |
| グリプス戦役セット                                           | MSZ-006 ゼータガンダム MSN-00100 百式 RX-178 ガンダムMk-II | 2006年3月 |                                                              |
| ジャブロー攻略作戦 水陸両用モビルスーツセット                | MSM-03 ゴッグ MSM-07S シャア専用ズゴック MSM-04 アッガイ   | 2007年7月 |                                                              |
| G3ガンダム プラス シャア専用リック・ドム                     | RX-78-3 G3ガンダム MS-09RS シャア専用リック･ドム           | 2008年2月 |                                                              |
| ガンプラスターターセット ガンダム vs. 量産型ザク             | RX-78-2 ガンダム MS-06 量産型ザク                          | 2010年7月 |                                                              |
| ガンプラスターターセット vol.2 ガンダム＋ガンダムマーカー    | RX-78-2 ガンダム スミ入れ用(グレー)極細                    | 2011年3月 | HG Ver.G30thとガンダムマーカー極細油性スミ入れペンのセット。 |
| ΞガンダムVSペーネロペー ファンネル・ミサイルエフェクトセット | Ξガンダム ペーネロペー ファンネル・ミサイル                | 2021年4月 |                                                              |

### 特別仕様（一般販売）
| 型式番号  | 商品名                                                                               | 発売時期   | 備考                                                                      |
| --------- | ------------------------------------------------------------------------------------ | ---------- | ------------------------------------------------------------------------- |
| MS-07B    | グフ エクストラフィニッシュバージョン                                                | 2000年9月  | プラモデル・ラジコンショー2000記念商品。                                  |
| AMX-004   | キュベレイ エクストラフィニッシュバージョン（ホワイトパール、ピンクメタル）          | 2000年9月  | プラモデル・ラジコンショー2000記念商品。                                  |
| AMX-004-2 | キュベレイMk-II エクストラフィニッシュバージョン（ブルーメタリック、ピンクメタル）   | 2000年9月  | プラモデル・ラジコンショー2000記念商品。                                  |
| AMX-004-3 | キュベレイMk-II エクストラフィニッシュバージョン（レッドメタリック、イエローメタル） | 2000年9月  | プラモデル・ラジコンショー2000記念商品。                                  |
| RX-178    | ガンダムMk-II（エゥーゴ）エクストラフィニッシュバージョン                            | 2005年5月  | 『機動戦士Ζガンダム A New Translation -星を継ぐ者-』劇場公開記念限定版。  |
| RMS-108   | マラサイ エクストラフィニッシュバージョン                                            | 2005年5月  | 『機動戦士Ζガンダム A New Translation -星を継ぐ者-』劇場公開記念限定版。  |
| MSZ-006   | ゼータガンダム エクストラフィニッシュバージョン                                      | 2005年10月 | 『機動戦士ΖガンダムII A New Translation -恋人たち-』劇場公開記念版。      |
| AMX-004   | キュベレイ エクストラパールバージョン                                                | 2006年3月  | 『機動戦士ΖガンダムIII A New Translation -星の鼓動は愛-』劇場公開記念版。 |
|           | 「ガンダム」「ガンキャノン」「ガンタンク」「ジム」                                   | 2006年11月 | 特別限定特典ガンプラDVDカタログ地球連邦編付き。                           |
|           | 「シャア専用ザク」「シャア専用ズゴック」「グフ」「ドム／リック・ドム」               | 2006年11月 | 特別限定特典ガンプラDVDカタログジオン公国編付き。                         |
| RX-93     | νガンダム メタリックコーティングVer.                                                 | 2010年1月  |                                                                           |
| MSN-04    | サザビー メタリックコーティングVer.                                                  | 2010年1月  |                                                                           |
| RX-0      | ユニコーンガンダム（デストロイモード）チタニウムフィニッシュ                         | 2011年3月  |                                                                           |
| MSN-06S   | シナンジュ チタニウムフィニッシュ                                                    | 2011年3月  |                                                                           |
| RX-78-2   | ガンダム（東京2020オリンピックエンブレム）                                           | 2020年6月  | 東京2020公式ライセンス商品。                                              |
| RX-78-2   | ガンダム（東京2020パラリンピックエンブレム）                                         | 2020年6月  | 東京2020公式ライセンス商品。                                              |

### 限定モデル

#### 限定販売など
| 型式番号     | 商品名                                                                              | 発売時期   | 備考 |
| ------------ | ----------------------------------------------------------------------------------- | ---------- | --- |
|              | ガンダム・ザ・ライド限定版ジム                                                      | 2001年12月 | ジム2機と搭乗用ランチのセット。富士急ハイランドにて限定販売。 |
|              | G-3ガンダム&ジオング（シャアカラー）                                                | 2002年8月  | C3にて限定販売。 |
| MSN-02       | ジオング バンダイミュージアム限定特別カラーバージョン                               | 2004年4月  | バンダイミュージアムにて限定販売。 |
| MSN-00100    | 百式 バンダイミュージアム限定特別カラーバージョン                                   | 2004年4月  | バンダイミュージアムにて限定販売。 |
| MS-06        | 量産型ザク（機動戦士ガンダム MSイグルー 1年戦争秘録）                               | 2004年6月  | MS IGLOO前売り券とセット。バンダイミュージアムにて限定販売。 |
| MS-06        | 量産型ザク（セモベンテ隊仕様）                                                      | 2004年7月  | バンダイミュージアムにて限定販売。 |
|              | メッキバージョンセット（Ζガンダム）                                                 | 2004年8月  | ハイザック（フルカラーメッキバージョン） ガンダムMk-II（ティターンズ）（フルカラーメッキバージョン） リックディアス（クワトロ・バジーナカラー）（フルカラーメッキバージョン） ゼータガンダム（ブラックメッキバージョン）のセット。 キャラホビ2004にて限定販売。 |
| RX-178       | ガンダムMk-II エゥーゴ 劇場限定版クリアカラーバージョン                             | 2005年5月  | 『機動戦士Ζガンダム A New Translation -星を継ぐ者-』公開劇場限定販売。 |
| RX-78-2      | ガンダム 限定クリアカラーバージョン                                                 | 2005年7月  | 「ガンダム展」にて限定販売。 |
|              | ガンダム 大地に立つ セット（エクストラフィニッシュバージョン）                      | 2005年8月  | HGUCガンダムとEXガンダムトレーラーのセット。キャラホビ2005にて限定販売。 |
| MSN-00100    | 百式 劇場限定版クリアカラーバージョン                                               | 2005年10月 | 『機動戦士ΖガンダムII A New Translation -恋人たち-』公開劇場限定販売。 |
| MSZ-006      | ゼータガンダム 劇場限定版クリアカラーバージョン                                     | 2006年3月  | 『機動戦士ΖガンダムIII A New Translation -星の鼓動は愛-』公開劇場限定販売。 |
| MS-06SC430   | ザクIISC430型                                                                       | 2006年11月 | 「バクシードアタックキャラバン in SUPER GT2006 第9戦 富士スピードウェイ」にて限定販売。 |
| MS-09R       | シャア専用リック・ドム（コーティングバージョン）                                    | 2007年8月  | キャラホビ2007限定版。 |
|              | ガンダムTR-1［ヘイズル改］電撃15年祭特別セット                                      | 2007年11月 | ヘイズル改、フルドド、プリムローズのセット。 「電撃15年祭」にて限定販売。 |
| RX-178       | ガンダムMk-II（ブルーメッキバージョン）                                             | 2008年12月 | 機動戦士Ζガンダム メモリアルボックス Part.I Blu-ray Disc発売記念 .ANIME & LaLaBit Market特典。 |
| MSZ-006      | ゼータガンダム（ブルーメッキバージョン）                                            | 2009年1月  | 機動戦士Ζガンダム メモリアルボックス Part.II Blu-ray Disc発売記念 .ANIME & LaLaBit Market特典。 |
|              | V作戦セット クリアカラーバージョン                                                  | 2009年7月  | ガンダム、ガンキャノン、ガンタンクのセット。 生誕30周年祭 in NAGOYA ガンダム THE FIRST 〜未来創造の世紀へ〜 名古屋会場限定販売。 |
|              | シャア専用MSセット クリアカラーバージョン                                           | 2009年7月  | シャア専用ザク、シャア専用ズゴック、シャア専用ゲルググのセット。 生誕30周年祭 in NAGOYA ガンダム THE FIRST 〜未来創造の世紀へ〜 名古屋会場限定販売。 |
| RX-0         | ユニコーンガンダム（デストロイモード）+1/48ヘッドディスプレイベース                 | 2010年     | 限定版。 |
| RX-0         | ユニコーンガンダム（ユニコーンモード）+1/48ヘッドディスプレイベース                 | 2010年     | 限定版。 |
| RX-0         | ユニコーンガンダム デストロイモード 劇場限定 NT-DパールクリアVer.                   | 2010年10月 | 『機動戦士ガンダムUC episode 2 「赤い彗星」』公開劇場限定販売。 |
| RX-78GP01Fb  | ガンダムGP01Fb フルバーニアン "LINKIN PARK EDITION"                                 | 2010年11月 | リンキン・パークのアルバム「ア・サウザンド・サンズ-ガンプラ30周年エディション-」ダウンロードVer.及びCD Ver.同梱アイテム。 |
| RX-0         | ユニコーンガンダム D-MODE ANA オリジナルカラーVer.                                  | 2011年3月  | ANA限定販売。 |
| MSN-06S      | シナンジュ 劇場限定レッドコメットスパークルVer.                                     | 2011年3月  | 『機動戦士ガンダムUC episode 3 「ラプラスの亡霊」』公開劇場限定販売。 |
| MS-06S       | シャア専用ザク セブン-イレブン カラー                                               | 2011年9月  | セブン-イレブン限定販売。 |
| MSN-001A1    | デルタプラス 劇場限定インナースペースクリアVer.                                     | 2011年11月 | 『機動戦士ガンダムUC episode 4 「重力の井戸の底で」』公開劇場限定販売。 |
| RX-0         | ユニコーンガンダム2号機 バンシィ（デストロイモード）劇場限定 NT-DクリアVer.         | 2012年5月  | 『機動戦士ガンダムUC episode 5 「黒いユニコーン」』公開劇場限定販売。 |
| YAMS-132     | ローゼン・ズール 劇場限定エリートローズガードクリアVer.                             | 2013年3月  | 『機動戦士ガンダムUC episode 6 「宇宙と地球と」』公開劇場限定販売。 |
|              | :CHOCOOLATE×機動戦士ガンダム BOXSET COLLECTION                                      | 2013年7月  | TシャツとCHOCOOLATE GUNDAMのセット。 CHOCOOLATEショップ限定販売。 |
| MSM-04       | アッガイ（バージョン ジーエフティー）セブン-イレブン カラー                         | 2013年9月  | セブン-イレブン限定販売。 |
|              | ガンダム&量産型ザクセット（ガンダムブレイカーオリジナルカラーVer.）                 | 2013年10月 | 「ガンダムブレイカー スターターパック」同梱アイテム。 |
| RX-0         | フルアーマー・ユニコーンガンダム（ユニコーンモード）劇場限定 パールクリアVer.       | 2013年12月 | 機動戦士ガンダムUC episode 7 前売り券とセット販売。 |
| RX-93        | νガンダム（バージョン ジーエフティー）セブン-イレブン カラー                        | 2014年1月  | セブン-イレブン限定販売。 |
| RX-0         | ユニコーンガンダム（デストロイモード）セブン-イレブン カラー                        | 2014年5月  | セブン-イレブン限定販売。 |
| RX-0[N]      | ユニコーンガンダム2号機 バンシィ・ノルン（デストロイモード）劇場限定 NT-DクリアVer. | 2014年5月  | 劇場限定販売。 |
| MSM-04G      | ジュアッグ（ユニコーンVer.）劇場限定 クリアVer.                                     | 2014年5月  | 劇場限定販売。 |
| RX-0         | ユニコーンガンダム（デストロイモード）劇場限定 メッキフレーム/メカニカルクリアVer.  | 2014年5月  | 劇場限定販売。 |
| RX-80PR      | ペイルライダー Limited Metallic Ver.                                                | 2014年5月  | 「機動戦士ガンダム サイドストーリーズ LIMITED EDITION」同梱アイテム。 |
| MS-06S&MS-06 | シャア専用ザク&量産型ザク THE ART OF GUNDAM OSAKA メタリックエディション            | 2014年7月  | 機動戦士ガンダム展大阪会場限定販売。 |
|              | HGCE ストライクガンダム スペシャルカラーVer.                                        | 2014年8月  | HGCE ストライクガンダム 電撃ホビージャパン SPECIALに付属。 「キャラホビ2014」にて限定販売。 |
| XXXG-01W     | ウイングガンダム チタニウムフィニッシュVer.                                         | 2014年9月  | 第54回 全日本模型ホビーショー限定販売。 |
| RB-79        | ボール ツインセット セブン-イレブン カラー                                          | 2014年10月 | セブン-イレブン限定販売。 |
| RX-78-2      | ガンダム Ver.G35th BASE                                                             | 2015年7月  | 機動戦士ガンダム展東京会場限定販売。 |
| RX-0         | ユニコーンガンダム（デストロイモード）Ver. GUNDAM docks at Hong Kong II             | 2015年8月  | 「GUNDAM DOCKS AT HONG KONG II」限定販売。 |
| ZGMF-X10A    | フリーダムガンダム「ゴールドインジェクションカラー」                                | 2016年11月 | セブン-イレブン限定販売。 |
| RX-78-2      | GUNDAM Ver. T.M.D.C.                                                                | 2017年10月 | 「GUNDAM docks at Taiwan」にて販売。 |
| RX-78-2      | ガンダム & シャア専用ザク セット Ver. GUNDAM docks at Taiwan                        | 2017年10月 | 「GUNDAM docks at Taiwan」にて販売。 |
| RX-78-2      | ガンダム [ユニクロカラー]                                                           | 2019年3月  | ユニクロUTオリジナル限定ガンプラプレゼントキャンペーンプレゼント品。 |
| MS-06S       | ザクII [ユニクロカラー]                                                             | 2019年3月  | ユニクロUTオリジナル限定ガンプラプレゼントキャンペーンプレゼント品。 |
| RX-78-2      | ガンダム カープ バージョン                                                          | 2019年5月  | プロ野球12球団xガンダム40周年。 各球団イメージモデルと観戦チケットのセットで販売。 一部、各球団ショップなどで販売あり。 |
| RX-78-2      | ガンダム スワローズ バージョン                                                      | 2019年5月  | プロ野球12球団xガンダム40周年。 各球団イメージモデルと観戦チケットのセットで販売。 一部、各球団ショップなどで販売あり。 |
| RX-78-2      | ガンダム ジャイアンツ バージョン                                                    | 2019年5月  | プロ野球12球団xガンダム40周年。 各球団イメージモデルと観戦チケットのセットで販売。 一部、各球団ショップなどで販売あり。 |
| RX-78-2      | ガンダム ベイスターズ バージョン                                                    | 2019年5月  | プロ野球12球団xガンダム40周年。 各球団イメージモデルと観戦チケットのセットで販売。 一部、各球団ショップなどで販売あり。 |
| RX-78-2      | ガンダム ドラゴンズ バージョン                                                      | 2019年5月  | プロ野球12球団xガンダム40周年。 各球団イメージモデルと観戦チケットのセットで販売。 一部、各球団ショップなどで販売あり。 |
| RX-78-2      | ガンダム タイガース バージョン                                                      | 2019年5月  | プロ野球12球団xガンダム40周年。 各球団イメージモデルと観戦チケットのセットで販売。 一部、各球団ショップなどで販売あり。 |
| RX-78-2      | ガンダム ライオンズ バージョン                                                      | 2019年4月  | プロ野球12球団xガンダム40周年。 各球団イメージモデルと観戦チケットのセットで販売。 一部、各球団ショップなどで販売あり。 |
| RX-78-2      | ガンダム ホークス バージョン                                                        | 2019年4月  | プロ野球12球団xガンダム40周年。 各球団イメージモデルと観戦チケットのセットで販売。 一部、各球団ショップなどで販売あり。 |
| RX-78-2      | ガンダム ファイターズ バージョン                                                    | 2019年4月  | プロ野球12球団xガンダム40周年。 各球団イメージモデルと観戦チケットのセットで販売。 一部、各球団ショップなどで販売あり。 |
| MSZ-006      | ゼータガンダム ファイターズ バージョン                                              | 2019年6月  | プロ野球12球団xガンダム40周年。 各球団イメージモデルと観戦チケットのセットで販売。 一部、各球団ショップなどで販売あり。 |
| RX-78-2      | ガンダム バファローズ バージョン                                                    | 2019年4月  | プロ野球12球団xガンダム40周年。 各球団イメージモデルと観戦チケットのセットで販売。 一部、各球団ショップなどで販売あり。 |
| RX-78-2      | ガンダム マリーンズ バージョン                                                      | 2019年4月  | プロ野球12球団xガンダム40周年。 各球団イメージモデルと観戦チケットのセットで販売。 一部、各球団ショップなどで販売あり。 |
| RX-78-2      | ガンダム イーグルス バージョン                                                      | 2019年4月  | プロ野球12球団xガンダム40周年。 各球団イメージモデルと観戦チケットのセットで販売。 一部、各球団ショップなどで販売あり。 |
| MS-06S       | ザクII カープ バージョン                                                            | 2019年5月  | プロ野球12球団xガンダム40周年。 各球団ショップなどで販売。 |
| MS-06S       | ザクII ベイスターズ バージョン                                                      | 2019年5月  | プロ野球12球団xガンダム40周年。 各球団ショップなどで販売。 |
| MS-07B       | グフ ドラゴンズ バージョン                                                          | 2019年5月  | プロ野球12球団xガンダム40周年。 各球団ショップなどで販売。 |
| MS-06S       | ザクII タイガース バージョン                                                        | 2019年5月  | プロ野球12球団xガンダム40周年。 各球団ショップなどで販売。 |
| MS-06S       | ザクII ライオンズ バージョン                                                        | 2019年5月  | プロ野球12球団xガンダム40周年。 各球団ショップなどで販売。 |
| RX-77-2      | ガンキャノン[甲斐拓也モデル]                                                        | 2019年     | プロ野球12球団xガンダム40周年。 各球団ショップなどで販売。 |
| MS-06S       | ザクII バファローズ バージョン                                                      | 2019年5月  | プロ野球12球団xガンダム40周年。 各球団ショップなどで販売。 |
| MS-06S       | ザクII マリーンズ バージョン                                                        | 2019年5月  | プロ野球12球団xガンダム40周年。 各球団ショップなどで販売。 |
| MS-06S       | ザクII イーグルス バージョン                                                        | 2019年5月  | プロ野球12球団xガンダム40周年。 各球団ショップなどで販売。 |
| RX-78-2      | GUNDAM "Ver.HotSix"                                                                 | 2019年5月  | 「HOT6」とガンダムとのコラボ。 |
| RX-78-2      | ガンダム[清水港開港120周年記念カラー]                                               | 2019年7月  | 清水港開港120周年記念イベントにて販売。 |
| RX-78-2      | ガンダム JリーグVer.                                                                | 2020年2月  | ガンプラ40周年 Jリーグコラボレーション。 「FUJI XEROX SUPER CUP 2020」開催会場などで販売。 |
|              | インパルスガンダム ベガルタ仙台Ver.                                                 | 2020年5月  | ガンプラ40周年 Jリーグコラボレーション。 各Jリーグクラブ、全国スポーツグッズショップなどで販売。 |
|              | ストライクガンダム 鹿島アントラーズVer.                                             | 2020年4月  | ガンプラ40周年 Jリーグコラボレーション。 各Jリーグクラブ、全国スポーツグッズショップなどで販売。 |
|              | ストライクガンダム FC東京Ver.                                                       | 2020年4月  | ガンプラ40周年 Jリーグコラボレーション。 各Jリーグクラブ、全国スポーツグッズショップなどで販売。 |
|              | インパルスガンダム 川崎フロンターレVer.                                             | 2020年4月  | ガンプラ40周年 Jリーグコラボレーション。 各Jリーグクラブ、全国スポーツグッズショップなどで販売。 |
|              | ストライクガンダム 横浜F・マリノスVer.                                              | 2020年5月  | ガンプラ40周年 Jリーグコラボレーション。 各Jリーグクラブ、全国スポーツグッズショップなどで販売。 |
|              | ストライクガンダム サンフレッチェ広島Ver.                                           | 2020年4月  | ガンプラ40周年 Jリーグコラボレーション。 各Jリーグクラブ、全国スポーツグッズショップなどで販売。 |
|              | インパルスガンダム サガン鳥栖Ver.                                                   | 2020年4月  | ガンプラ40周年 Jリーグコラボレーション。 各Jリーグクラブ、全国スポーツグッズショップなどで販売。 |
|              | インパルスガンダム 大分トリニータVer.                                               | 2020年4月  | ガンプラ40周年 Jリーグコラボレーション。 各Jリーグクラブ、全国スポーツグッズショップなどで販売。 |
| RX-78-2U     | ガンダム [ユニクロVer.]                                                             | 2020年3月  | ガンプラ40周年 x ユニクロ キャンペーンプレゼント品。 |
| MS-06SU      | ザクII [ユニクロVer.]                                                               | 2020年3月  | ガンプラ40周年 x ユニクロ キャンペーンプレゼント品。 |
|              | エクストリームガンダム＆エクリプス-Fパーツ (EXVS.10th ANNIVERSARY COLOR Ver.)       | 2020年7月  | 「機動戦士ガンダム エクストリームバーサス マキシブースト ONコレクターズエディション」同梱アイテム。 |
| RX-78-2      | ガンダム Ver. [Alexandros]                                                          | 2021年5月  | ［Alexandros］のCD「閃光」完全生産限定盤同梱アイテム。 |
|              | HG 1/144フリーダムガンダム［ポラライズドクリア］                                    |            | 西川貴教 with t.komuroのCD「FREEDOM」完全生産限定盤同梱アイテム。 |
|              | HG 1/144 マイティーストライクフリーダムガンダム[リミテッドクリア]                   |            | 「機動戦士ガンダムSEED FREEDOM Blu-ray Mighty Edition」同梱アイテム。 |

##### ガンプラEXPO限定
| 型式番号    | 商品名                                                                | 発売時期   |
| ----------- | --------------------------------------------------------------------- | ---------- |
| RX-78-2     | ガンダム グロスインジェクションバージョン                             | 2006年8月  |
| MSZ-006     | ゼータガンダム グロスインジェクションバージョン                       | 2006年8月  |
| MS-06S      | シャア専用ザク クリアカラーバージョン                                 | 2006年8月  |
| RX-78-2     | ガンダム クリアカラーバージョン                                       | 2008年4月  |
| MS-06S      | シャア専用ザク エクストラフィニッシュバージョン                       | 2008年4月  |
| MSZ-010     | ダブルゼータガンダム クリアカラーバージョン                           | 2010年8月  |
| MSZ-006     | ゼータガンダム クリアカラーバージョン                                 | 2010年9月  |
| RX-0        | ユニコーンガンダム（デストロイモード グリーンフレームVer.）           | 2012年11月 |
| MSZ-006A1   | ゼータプラス（テスト機イメージカラー）                                | 2014年11月 |
| F91         | ガンダムF91 残像イメージクリアーVer.                                  | 2014年11月 |
| LM314V23/24 | V2アサルトバスターガンダム クリアカラー&メッキVer.                    | 2015年11月 |
| MS-07B      | グフ クリアカラーVer.                                                 | 2016年11月 |
| RX-80PR     | ペイルライダー（陸戦重装備仕様）HADES MODE エクストラフィニッシュVer. | 2016年11月 |

##### イベント限定（特定イベント専売品を除く）
公式サイトなどで「イベント限定」又は「リミテッドアイテム」の表記があるもの、及び複数のイベントなどで販売された限定品。一部はガンダムベースで販売あり。
| 型式番号          | 商品名                                                                                                  | 発売時期   | 備考                                                                                         |
| ----------------- | --- | ---------- | -------------------------------------------------------------------------------------------- |
|                   | 「エコプラ ガンダム」「エコプラ ザク」「エコプラ ガンダムMk-II」「エコプラ グフ」                       | 2008年5月  | 初出：第47回静岡ホビーショー2008バンダイホビーセンターパブリックビューイング                 |
|                   | 「エコプラ ジム」「エコプラ ガンキャノン」「エコプラ ガンタンク」                                       | 2009年5月  | 初出：第48回静岡ホビーショー2009バンダイホビーセンターパブリックビューイング                 |
| MSN-001A1         | デルタプラス メタリックVer.                                                                             | 2012年3月  | 初出：C3 in HongKong会場                                                                     |
| RX-0[N]           | ユニコーンガンダム2号機 バンシィ・ノルン（ユニコーンモード）チタニウムフィニッシュVer.                  | 2013年3月  | 初出：C3 in Hong Kong 2013会場                                                               |
| RX-0[N]           | ユニコーンガンダム2号機 バンシィ・ノルン（デストロイモード）グリーンフレーム チタニウムフィニッシュVer. | 2014年8月  | 初出：キャラホビ2014                                                                         |
| RX-0              | フルアーマー・ユニコーンガンダム（デストロイモード）レッドメッキフレーム/メカニカルクリアVer.           | 2014年11月 | 初出：ガンプラEXPOワールドツアージャパン2014                                                 |
| LM312V04+SD-VB03A | Vダッシュガンダム クリアカラーVer.                                                                      | 2015年8月  | 初出：キャラホビ2015                                                                         |
| RX-78-3           | G-3ガンダム                                                                                             | 2015年11月 | 初出：ガンプラEXPO ワールドツアージャパン 2015                                               |
| RX-78-2           | ガンダム クリアカラーVer.                                                                               | 2016年7月  |                                                                                              |
| RX-0              | ユニコーンガンダム（デストロイモード）+1/48ヘッドディスプレイベース 最終決戦Ver.                        | 2016年8月  | 初出：GUNDAM PRODUCT ART 機動戦士ガンダム THE ORIGIN展                                       |
| RX-178            | ガンダムMk-II（エゥーゴ仕様） クリアカラーVer.                                                          | 2016年8月  | 初出：ガンプラEXPO ワールドツアージャパン 2016 SUMMER                                        |
| RX-0              | ユニコーンガンダム3号機 フェネクス（ユニコーンモード）ゴールドコーティングVer.                          | 2016年11月 | 初出：ガンプラEXPO ワールドツアージャパン 2016 WINTER                                        |
| MSZ-006           | ゼータガンダム [クリアカラー]                                                                           | 2017年11月 | 初出：ガンプラEXPO in OSAKA                                                                  |
| ZGMF-X20A         | ストライクフリーダムガンダム [クリアカラー]                                                             | 2017年11月 | 初出：ガンプラEXPO in OSAKA                                                                  |
| RMS-154           | バーザム [クリアカラー]                                                                                 | 2017年12月 |                                                                                              |
| RX-0              | ユニコーンガンダム3号機 フェネクス（デストロイモード）（ナラティブVer.）[クリアカラー]                  | 2018年11月 | 劇場、ガンダムベース東京などで販売。劇場公開記念スペシャルパッケージ版（初回生産限定）あり。 |
| MSN-06S-2         | シナンジュ・スタイン（ナラティブVer.）[クリアカラー]                                                    | 2018年11月 | 劇場、ガンダムベース東京などで販売。劇場公開記念スペシャルパッケージ版（初回生産限定）あり。 |
| RX-160            | バイアラン [クリアカラー]                                                                               | 2018年11月 |                                                                                              |
| RMS-117           | ガルバルディβ [クリアカラー]                                                                            | 2018年11月 |                                                                                              |
|                   | ブルーディスティニー2号機"EXAM" [メタリックグロスインジェクション]                                      | 2019年2月  |                                                                                              |
|                   | ブルーディスティニー3号機"EXAM" [メタリックグロスインジェクション]                                      | 2019年2月  |                                                                                              |
| RX-9/C            | ナラティブガンダム C装備 [クリアカラー]                                                                 | 2019年4月  |                                                                                              |
|                   | フリーダムガンダムvsフォースインパルスガンダム（運命の対決セット）[メタリック]                          | 2019年7月  |                                                                                              |
| ZGMF-X42S         | デスティニーガンダム [クリアカラー]                                                                     | 2019年7月  |                                                                                              |
| RX-80PR           | ペイルライダー（空間戦仕様）[クリアカラー]                                                              | 2019年9月  |                                                                                              |
| AMS-123X-X        | ムーンガンダム [クリアカラー]                                                                           | 2019年10月 |                                                                                              |
| MSK-008           | ディジェ [クリアカラー]                                                                                 | 2020年1月  |                                                                                              |
| XXXG-01SR         | ガンダムサンドロック [クリアカラー]                                                                     | 2020年9月  |                                                                                              |
| RX-78-2           | ガンダム チタニウムフィニッシュ仕様                                                                     | 2020年11月 | 「GUNPLA 40th メモリアルセット」に同梱。 ガンダムベース、イベントなどで販売。                |
| ZGMF-X19A         | インフィニットジャスティスガンダム [クリアカラー]                                                       | 2020年11月 |                                                                                              |
| ARX-014S          | シルヴァ・バレト・サプレッサー [クリアカラー]                                                           | 2020年11月 |                                                                                              |
| RX-124            | ガンダムTR-6 [ハイゼンスレイII・ラー][クリアカラー]                                                     | 2020年11月 |                                                                                              |
| XXXG-01H          | ガンダムヘビーアームズ[クリアカラー]                                                                    | 2021年1月  |                                                                                              |
|                   | ペーネロペー[クリアカラー]初回生産限定パッケージ                                                        | 2021年5月  |                                                                                              |
|                   | 劇場版公開記念パッケージ HG 1/144 ライジングフリーダムガンダム［クリアカラー］                          | 2024年1月  | 機動戦士ガンダムSEED FREEDOM上映の劇場、プレミアムバンダイで販売。                           |
|                   | 劇場版公開記念パッケージ HG 1/144 デスティニーガンダムSpecII［クリアカラー］                            | 2024年2月  | 機動戦士ガンダムSEED FREEDOM上映の劇場、プレミアムバンダイで販売。                           |

##### プレミアムバンダイ限定販売
- RX-0 ユニコーンガンダム（ユニコーンモード）パールクリアVer.（2011年5月）
- RX-0 ユニコーンガンダム（デストロイモード）NT-DパールクリアVer.（2011年5月）
- RGM-79C ジム改 スタンダードカラー&RB-79C ボール改修型（2011年7月）
- NZ-666 クシャトリヤ パールクリアバインダーVer.（2012年1月）
- MSN-06S シナンジュ レッドコメットスパークルVer.（2012年1月）
- RMS-179 ジムII デザートカラーVer.（2012年1月）
- MS-21C ドラッツェ（ユニコーンVer.）（2012年2月）
- RB-79K ボールK型（第08MS小隊版）&RB-79N ボール（シャークマウス仕様）（2012年2月）
- エクストリームガンダム（type-レオス）（2012年5月）
- MSM-04G ジュアッグ (Ver.MSV) （2012年5月）
- FXA-05D Gディフェンサー&フライングアーマー（2012年5月）- RGシリーズ連動商品
- RGM-96X ジェスタ トライスタークリアVer.（2012年6月）
- MSN-001A1 デルタプラス インナースペースクリアVer.（2012年6月）
- AMS-119 ギラ・ドーガ（フル・フロンタル専用機）（2012年7月）
- RGM-86R ジムIII（ユニコーンデザートカラーVer.）（2012年7月）
- RX-79BD-2 ブルーディスティニー2号機 Ω（オメガ）カラー（2012年7月）
- RGZ-95C リゼルC型（ゼネラル・レビル配備機）（2012年8月）
- RGM-79SP ジム・スナイパーII（ホワイト・ディンゴ隊仕様）（2012年9月）
- RMS-179 ジムII（エゥーゴカラーVer.）（2012年11月）
- ベースジャバー（ユニコーン ジオン軍残党カラーVer.）（2012年11月）
- RGZ-95 リゼル（ディフェンサーbユニット）（2013年1月）
- ジム&ガンキャノン量産型（ホワイト・ディンゴ隊仕様）（2013年2月）
- グフ&ゲルググ（ヴィッシュ・ドナヒュー専用機）（2013年2月）
- RX-0 ユニコーンガンダム2号機 バンシィ（デストロイモード）NT-DクリアVer.（2013年3月）
- RX-0 ユニコーンガンダム2号機 バンシィ（ユニコーンモード）ダーククリアVer.（2013年3月）
- ベースジャバー（ゼータガンダムVer.）（2013年6月）
- MS-14A ガトー専用ゲルググ（2013年7月）
- 94式ベースジャバー（2013年9月）
- MSM-08 ゾゴック（ジャブロー攻略戦仕様）（2013年10月）
- RMS-119 アイザック/AMX-003 ガザC/AMS-129 ギラ・ドーガ（ユニコーンVer.）セット（2013年11月）
- AMX-107R リバウ（2013年12月）
- RX-160S-2 バイアラン・カスタム2号機（2014年2月）
- RX-160S-2 バイアラン・カスタム2号機（バンデシネ版）（2014年2月）
- ARX-014P シルヴァ・バレト（ファンネル試験型）（2014年3月）
- ターンエーガンダム用 拡張エフェクトユニット"月光蝶"（2014年4月）
- RGM-89D ジェガンD型（2014年5月）
- AMS-129 ギラ・ズール（キュアロン機）（2014年6月）
- AMS-129 ギラ・ズール（ギルボア・サント機）（2014年6月）
- YAMS-132 ローゼン・ズール エリートローズガードクリアVer.（2014年6月）
- RGM-96X ジェスタ・キャノン トライスタークリアVer.（2014年6月）
- NRX-044 アッシマー（グリーンダイバーズVer.）（2014年7月）
- ゴッドガンダム vs マスターガンダム 流派東方不敗ハイパーモードセット（2014年8月）
- MS-09RS アナベル・ガトー専用リック・ドム（2014年8月）
- ネオ・ジオング用 拡張エフェクトユニット"サイコシャード"（2014年8月）
- RGM-89J ジェガン ノーマルタイプ (F91Ver.) （2014年11月）
- RGM-89M ジェガン Bタイプ (F91Ver.) （2015年2月）
- RX-80PR ペイルライダー（陸戦重装備仕様）（2015年4月）
- MSZ-008 ΖII（ゼッツー）トラヴィス・カークランドカラー（2015年4月）
- XM-X1 Kai クロスボーン・ガンダムX1改（2015年5月）
- RGM-89R ジェガン Aタイプ (F91Ver.) （2015年5月）
- V2ガンダム用 拡張エフェクトユニット"光の翼"（2015年5月）
- RGM-89S スタークジェガン (CCA-MSV Ver.) （2015年6月）
- XM-X2ex クロスボーン・ガンダムX2改（2015年6月）
- AMX-102 ズサ（2015年7月）
- ARX-014 シルヴァ・バレト（ガエル・チャン専用機）（2015年9月）
- RGM-89A2 ジェガンA2型（ゼネラル・レビル配備機）（2015年9月）
- RMS-179 ジムII セミストライカー（2015年10月）
- RX-78-2 ガンダム Ver.GUNPLA CAKE SPECIAL MISSION（2015年12月）
グロスカラー。「ガンプラ35周年ケーキ」に付属。
- AMX-004-3 キュベレイMk-II（プルツー専用機）（2016年3月）
- キュベレイ用 ファンネルエフェクトセット（2016年3月）
- XM-X2 クロスボーン・ガンダムX2（2016年5月）
- AGX-04 ガーベラ・テトラ（ロールアウトVer.）（2016年5月）
- MS-21D1 ドラッツェ改（2016年5月）
- RX-78 ガンダム (21stCENTURY REAL TYPE Ver.) （2016年6月）
- RX-77 ガンキャノン (21stCENTURY REAL TYPE Ver.) （2016年6月）
- MS-07 グフ (21stCENTURY REAL TYPE Ver.) （2016年6月）
- ZGMF-X56S/γ ブラストインパルスガンダム（2016年8月）
- AMX-004-2 キュベレイMk-II（エルピー・プル専用機）（2016年9月）
- RGM-89S プロト・スタークジェガン（2016年9月）
- メガ・バズーカ・ランチャー（2016年9月）
- RGM-79SP ジム・スナイパーII（リド・ウォルフ機）（2016年9月）
- XM-X1 KaiKai クロスボーン・ガンダムX1改・改（2016年10月）
- MSZ-006C1 ゼータプラスC1（2016年11月）
- ZGMF-X56S/β ソードインパルスガンダム（2016年12月）
- RX-0 ユニコーンガンダム3号機 フェネクス type RC（ユニコーンモード）シルバーコーティング Ver.（2017年1月） - ガンダムフロント東京でも販売。
- XM-X3 クロスボーン・ガンダムX3（2017年2月）
- RGM-89De ジェガン（エコーズ仕様）コンロイ機（2017年4月）
- MS-09F/TROP ドム・トローペン（ユニコーンVer.）（2017年4月）
- MS-06FZ ザクII改 Bタイプ（ユニコーンVer.）（2017年5月）
- MS-14A ゲルググ（ユニコーンVer.）（2017年5月）
- AMX-011S ザクIII改（Twilight AXIS Ver.）（2017年6月）
- RGM-79[G] ジム・スナイパー（2017年7月）
- RGM-89D ジェガンD型（迷彩仕様）（2017年7月）
- RX-80PR ペイルライダー（空間戦仕様）（2017年8月）
- RX-160G バイアラン・イゾルデ（2017年8月）
- MS-08TX[EXAM] イフリート改（2017年9月）
- MSZ-006 ゼータガンダム（ウェイブシューター）（2017年10月）
- ZGMF-X20A ストライクフリーダムガンダム 光の翼DXエディション（2017年10月）
- RGM-89 ジェガン（バーナム所属機）（2017年11月）
- RGM-89D ジェガンD型（ピコ・アルティドール専用機）（2017年11月）
- MS-15KG ギャン・クリーガー（2018年1月）
- RGM-89DEW EWACジェガン（2018年2月）
- XM-X0 クロスボーン・ガンダムX-0（2018年4月）
- MS-08TX/N イフリート・ナハト（2018年4月）
- MS-07H-8 グフ・フライトタイプ（2018年5月）
- RX-124 ガンダムTR-6[ウーンドウォート]（2018年6月）
- RX-78XX ガンダムピクシー（2018年6月）
- MS-14J リゲルグ（2018年7月）
- MS-08TX イフリート（2018年7月）
- RX-79[G] 陸戦型ガンダム（パラシュート・パック仕様）（2018年8月）
- MSZ-006 ゼータガンダム[U.C.0088]（2018年9月）
- MS-14B ジョニー・ライデン専用ゲルググ（2018年9月）
- MS-14JG シン・マツナガ専用ゲルググJ（2018年9月）
- OZ-06MS リーオー（宇宙仕様）（2018年10月）
- RGM-96Xs ジェスタ（シェザール隊仕様 A班装備）（2018年11月）
- RGM-96Xs ジェスタ（シェザール隊仕様 B&C班装備）（2018年11月）
- RGM-89D ジェガンD型 護衛隊仕様（2019年1月）
- OZ-06MS リーオー（飛行ユニット仕様）（2019年1月）
- AMX-117R / AMX-117L ガズ R/L 2機セット（2019年1月）
- NZ-999 IIネオ・ジオング（2019年2月）
- RX-124 ガンダムTR-6[ヘイズルII]（2019年3月）
- MS-14J リゲルグ（ユニコーンVer.）（2019年3月）
- ナラティブガンダム用 B装備拡張セット（2019年4月）
- ガンダムTR-1[ヘイズル改]&ガンダムTR-6用拡張パーツ（2019年5月）
- FF-X29A Gパーツ[フルドド]（2019年5月）
- MSK-008 ディジェ（ナラティブVer.）（2019年5月）
- ガンダムTR-1[アドバンスド・ヘイズル]&ガンダムTR-6用拡張パーツ（2019年6月）
- FF-X29A Gパーツ[フルドド]（実戦配備カラー）（2019年6月）
- FD-03 グスタフ・カール（ギレンの野望Ver.）（2019年7月）
- 緊急脱出ポッド[プリムローズ]（2019年7月）
- WMS-03 マグアナック(ラシード機/アブドゥル機)（2019年7月）
- WMS-03 マグアナック(アウダ機/アフマド機)（2019年7月）
- WMS-03 マグアナック36機セット（2019年8月）
- メガ・バズーカ・ランチャー（コンロイ機用）（2019年8月）
- ド・ダイ改（2019年8月）
- セカンドV（2019年10月）
- RX-124 ガンダムTR-6 [ハイゼンスレイII]（2019年10月）
- フルドドII 拡張セット（2019年10月）
- RX-78-6 ガンダム6号機（マドロック）（2019年11月）
- MSN-06S シナンジュ・スタイン（ユニコーンVer.）（2019年12月）
- OZ-06MS リーオー（フルウェポンセット）（2020年1月）
- RX-124 ガンダムTR-6 [ハイゼンスレイII・ラー]（2020年2月）
- RX-79[G]SW スレイヴ・レイス（パラシュート・パック仕様）（2020年2月）
- RX-78XX ピクシー（フレッド・リーバー機）（2020年2月）
- MS-08TX イフリート（ダグ・シュナイド機）（2020年3月）
- RGM-79[G] 陸戦型ジム（スレイヴ・レイス隊仕様）（パラシュート・パック仕様）（2020年3月）
- MSZ-006A1 ゼータプラス（テスト機イメージカラー）（2020年4月）
- AMS-123X バルギル（2020年4月）
- RX-78-4 ガンダム4号機（2020年5月）
- OZX-GU01A ガンダムジェミナス01（2020年5月）
- RX-124 ガンダムTR-6 [キハールII]（2020年6月）
- RX-121-3C ガンダムTR-1 [ハイゼンスレイ]（2020年6月）
- AMX-104 R・ジャジャ (Twilight AXIS Ver.)（2020年7月）
- デスビースト(2020年7月)
- RMS-099 リック・ディアス（クワトロ・バジーナ機）(2020年8月)
- ディキトゥス（光のカリスト専用機）（2020年8月）
- XM-X1 クロスボーン・ガンダムX1フルクロス（2020年8月）
- ガンダムジェミナス01用アサルトブースター&高機動型ユニット 拡張セット（2020年9月）
- GW-9800-B ガンダムエアマスターバースト（2020年10月）
- DT-6800 ドートレス（2020年10月）
- RX-121-3C ガンダムTR-1［ハイゼンスレイ・ラーII］（2020年11月）
- AMX-018[HADES] トーリスリッター（2020年12月）
- XXXG-01SR2 ガンダムサンドロック改（2021年1月）
- 0Z-13MSX1 ヴァイエイト &0Z-13MSX2 メリクリウス（2021年1月）
- OZX-GU02A ガンダムジェミナス02（2021年1月）
- ガンダムTR-1[ヘイズル・アウスラ]次世代量産機（実戦配備カラー）（2021年2月）
- クルーザーモード用ブースター拡張セット（2021年2月）
- クルーザーモード用ブースター拡張セット（実戦配備カラー）（2021年2月）
- RX-78-5 ガンダム5号機（2021年3月）
- エクストリームガンダム（type-レオス）エクリプス・フェース（2021年3月）
- MSF-007 ガンダムMk-III（2021年4月）
- RX-80PR-2 ペイルライダー・キャバルリー（2021年4月）
- OZX-GU02A ガンダムジェミナス02用 陸戦重装ユニット 拡張パーツ（2021年5月）
- XM-X0 クロスボーン・ガンダムX-0フルクロス（2021年5月）
- ディキトゥス（影のカリスト専用機）（2021年5月）
- MS-14J/BR  ゲルググ ウェルテクス（2021年6月）
- RMS-099 リック・ディアス（2021年6月）
- RMS-154バーザム（A.O.Z RE-BOOT版）（2021年7月）
- ARZ-154 バーザム レジオン鹵獲仕様（A.O.Z RE-BOOT版）（2021年7月）
- RX-80PR-4 ペイルライダーDII (ティターンズ仕様)（2021年8月）
- ウィンダム（ネオ・ロアノーク専用機）（2021年8月）
- ウィンダム&ダガーL用 拡張セット （2021年8月）
- レオス（2021年9月）
- Me02R-F02 メッサーF02型（2021年9月）
- Me02R-F02c メッサーF02型（指揮官機）（2021年9月）
- NRX-055 バウンド・ドック（ゲーツ・キャパ専用機）（2021年10月）
- ガンダムF91ヴァイタル 1号機&2号機セット（2021年10月）
- RX-78-2 ガンダム［2020年ドバイ国際博覧会 日本館PRアンバサダー］（2021年10月）
- ガンダムアスクレプオス（2022年1月）
- RX-80WR ホワイトライダー（2022年2月）
- RX-80BR ブラックライダー（2022年2月）
- MS-08TX[NF] イフリート・イェーガー（2022年2月）
- ロードアストレイΩ（2022年4月）
- RX-121-2P ガンダムTR-1［ヘイズル・アウスラ］ギガンティック・アーム・ユニット装備（2022年5月）
- ガンダムヘビーアームズ改（2022年5月）
- ファントムガンダム（2022年5月）
- RX-79【G】RR 赤い三巨星チームセット（2022年9月）
- RX-80RR レッドライダー（2022年10月）
- ガンダムエルオーブースター（2022年10月）
- ジム・スパルタン（2022年12月）
- ストライクダガー（2022年12月）
- RX-78 MS00Z ガンダム開発試験0番機（エンゲージゼロ）（2023年1月）
- ARZ-124 ガンダムTR-6［ウーンドウォート］サイコブレードカスタム （A.O.Z RE-BOOT版）（2023年1月）
- ガンダムローズ（2023年2月）
- ヴァイエイト・シュイヴァン & メリクリウス・シュイヴァン（2023年4月）
- ガンダムデスサイズヘル（2023年5月）
- ARZ-124HBIIM アクア・ハンブラビII (A.O.Z RE-BOOT版)（2023年6月）
- ARZ-124HBIIM アクア・ハンブラビII ティターンズ仕様 (A.O.Z RE-BOOT版)（2023年6月）
- ゴーストガンダム（2023年10月）
- ガンダムマックスター（2023年11月）
- ORX-005 ギャプランTR-5[フライルー] (ティターンズ仕様)(A.O.Z RE-BOOT版)（2024年2月）
- ORX-005+FF-X39A ギャプランTR-5[フライルー]ギガンティック・アーム・ユニット装備(A.O.Z RE-BOOT版)（2024年2月）
- RX-81ST ジーラインスタンダードアーマー（2024年2月）
- ダークダガーL（2024年4月）
- RX-78GPZO1 エンゲージガンダム（2024年5月）
- ガンダムバーンレプオス（2024年7月）
- ブラックナイトスコードルドラ リデラード機&ダニエル機&リュー機 セット（2024年7月）
- ギャンシュトローム（ヒルダ・ハーケン専用機）（2024年8月）
- ARZ-154BZ2 ガンダムTR-6[バーザムII]レジオン鹵獲仕様(A.O.Z RE-BOOT版)（2024年8月）
- アルトロンガンダム（2024年10月）
- ゲルググメナース（2024年10月）
- ドラゴンガンダム（2024年11月）
- RMS-106CS ハイザック・カスタム (A.O.Z RE-BOOT版)（2024年12月）
- OZ-06-MS-SR2 レオール（2025年1月）
- DZ-001 デルタザイン（2025年2月）
- MWS-19051G Dガンダムファースト（2025年2月）
- RX-81LA ジーライン・ライトアーマー（2025年4月）
- AMX-014R リーベン・ヴォルフ(A.O.Z RE-BOOT版)（2025年5月）
- OZ-06MS-SN3 レオン（2025年6月）
- Me02R-F02 メッサーF02型 マインレイヤー装備（2025年8月予定）

##### ガンダムフロント東京限定販売
「ダイバーシティ東京 プラザ」に出店の「ガンダムフロント東京」（2012年4月-2017年4月）で主に販売された。
- RX-93 νガンダム（バージョン ジーエフティー）（2012年4月）
- MSN-04 サザビー（バージョン ジーエフティー）（2013年4月）
- MSM-04 アッガイ（バージョン ジーエフティー）トリコロールペイント（2013年4月）
- シャア専用ズゴック VS ジム（バージョン ジーエフティー）（2013年7月）
- RX-0 ユニコーンガンダム3号機 フェネクス（デストロイモード）（バージョン ジーエフティー）（2013年8月）
- RX-0 ユニコーンガンダム3号機 フェネクス（デストロイモード）（バージョン ジーエフティー）リミテッドゴールドコーティング（2013年11月）
- RX-0 ユニコーンガンダム2号機 バンシィ（デストロイモード）（バージョン ジーエフティー）（2013年12月）
- RX-0 ユニコーンガンダム3号機 フェネクス（デストロイモード）（バージョン ジーエフティー）カラークリアバージョン（2014年4月）
- ユニコーンガンダム1号機&2号機（バージョン ジーエフティー）（ストライク オダイバ セット）（2014年8月）
- ユニコーンガンダム3号機 フェネクス type RC（デストロイモード）バージョン ジーエフティー シルバー（2015年4月）
- RX-0 ユニコーンガンダム3号機 フェネクス type RC（デストロイモード）バージョン ジーエフティー リミテッドシルバーコーティング（2015年7月）
「"HGUC 1/144 ユニコーンガンダム3号機フェネクスtypeRC（デストロイモード）Ver.GFT LIMITED SILVER COATING"+BD"ガンダム Gのレコンギスタ FROM THE PAST TO THE FUTURE"セット」同梱アイテム。
- MSN-001-2 デルタガンダム弐号機 バージョン ジーエフティー リミテッド カラー（2015年11月）
- RX-0 ユニコーンガンダム3号機 フェネクス（デストロイモード）バージョン ジーエフティー リミテッド ゴールド&シルバーコーティングセット（2016年7月）
- MSN-001-2 デルタガンダム弐号機 バージョン ジーエフティー リミテッド クリアカラー（2016年7月）
- RX-78-2 ガンダム Ver. GFT REVIVE EDITION（2016年12月）
- RX-0 ユニコーンガンダム3号機 フェネクス type RC（ユニコーンモード）シルバーコーティング Ver.（2017年1月） - プレミアムバンダイでも販売。

##### ガンダムベース限定
ガンダムベース(THE GUNDAM BASE)の他、THE GUNDAM BASE POP-UP、プレミアムバンダイ(ガンダムベースオンラインショップ)などのイベントで販売されている。
- HG 1/144 ガンダムベース限定 RX-78-2ガンダム ［メタリックグロスインジェクション］（2017年8月）
- HG 1/144 ガンダムベース限定 ユニコーンガンダム デストロイモード[メタリックグロスインジェクション]（2017年10月）
- HG 1/144 ガンダムベース限定 ユニコーンガンダム ユニコーンモード[メタリックグロスインジェクション]（2017年10月）
- HG 1/144 ガンダムベース限定 フリーダムガンダム [クリアカラー]（2017年11月）
- HG 1/144 ガンダムベース限定 ゼータガンダム3号機 初期検証型（2018年1月）
- HG 1/144 ガンダムベース限定 ユニコーンガンダム(光の結晶体)（2018年2月）
- HG 1/144 ガンダムベース限定 ユニコーンガンダム(デストロイモード) [ペインティングモデル]（2018年6月）
- HG 1/144 ガンダムベース限定 νガンダムvsサザビー(宿命の対決セット)[スペシャルコーティング]（2018年9月）
- HG 1/144 ガンダムベース限定 ユニコーンガンダム ペルフェクティビリティ（デストロイモード）（2018年9月）
- HG 1/144 ガンダムベース限定 百式[ゴールドコーティング]（2018年10月）
- HG 1/144 ガンダムベース限定 ブルーディスティニー1号機“EXAM”[メタリックグロスインジェクション]（2019年1月）
- HG 1/144 ガンダムベース限定 イフリート改[メタリックグロスインジェクション]（2019年2月）
- HG 1/144 ガンダムベース限定 ユニコーンガンダム3号機 フェネクス (デストロイモード) (ナラティブVer.)(最終決戦仕様)（2019年4月）
- HG 1/144 ガンダムベース限定 グフ・フライトタイプ(21stCENTURY REAL TYPE Ver.)（2019年8月）
- HG 1/144 ガンダムベース限定 ナラティブガンダム C装備[チタニウムフィニッシュ]（2019年11月）
- HG 1/144 ガンダムベース限定 ナラティブガンダム B装備（2019年12月）
- HG 1/144 ガンダムベース限定 ド・ダイ改(21st CENTURY REAL TYPE Ver.)（2020年6月）
- HG 1/144 ガンダムベース限定 デスティニーガンダム [スペシャルコーティング]（2020年7月）
- HG 1/144 ガンダムベース限定 ペイルライダー(陸戦重装備仕様)[クリアカラー]（2020年7月）
- HG 1/144 ガンダムベース限定 セカンドV[クリアカラー]（2020年10月）
- HG 1/144 ガンダムベース限定 ガンダムTR-6[ウーンドウォート][クリアカラー]（2020年10月）
- HG 1/144 ガンダムベース限定 ザクII(21stCENTURY REAL TYPE Ver.)（2021年1月）
- HG 1/144 ガンダムベース福岡限定 ユニコーンガンダム ペルフェクティビリティ(デストロイモード) (最終決戦仕様)Ver.GSF（2021年4月）
- HG 1/144 ガンダムベース限定 ガンダムMk-II(21st CENTURY REAL TYPE Ver.)（2021年6月）
- HG 1/144 ガンダムベース限定 シャア専用ザクII[メタリック]（2021年7月）
- HG 1/144 ガンダムベース限定 シャア専用ザクII(21stCENTURY REAL TYPE Ver.)（2022年11月）
- HG 1/144 ガンダムベース限定 ゼータガンダム[U.C.0088]/百式/ガンダムMk-II(エゥーゴ仕様)セット [グリプス戦役スペシャルカラー]（2023年4月）
- HG 1/144 ガンダムベース限定 ムーンガンダム (ロング・ライフル装備)（2023年6月）
- HG 1/144 ガンダムベース限定 ジム/ジムII/ジムIII セット（2023年6月）
- HG ガンダムベース限定 TOLRO-800 -トロハチ-（2023年8月）
- HG 1/144 ガンダムベース限定 ガンダムMk-II(ティターンズ仕様)(21st CENTURY REAL TYPE Ver.)（2023年12月）
- HG ガンダムベース限定 ドラケンE（2024年8月）
- HG 1/144 ガンダムベース福岡限定 シナンジュ Ver.GSF（2024年11月）
- HG ガンダムベース限定 メッド（2025年8月予定）
- HG 1/144 ガンダムベース限定 ユニコーンガンダム3号機 フェネクス(デストロイモード)GOLD & SILVER COATING SET（2025年9月予定）

##### GUNDAM SIDE-F限定
- HG 1/144 νガンダム用 ブースターベッド（2022年5月）
- HG 1/144 ジェガン (アクシズ・ショックイメージカラー)（2022年7月）
- HG 1/144 GUNDAM SIDE-F限定 ジェガン (ユウ・カジマ専用機)（2022年10月）
- HG 1/144 サイコ・ドーガ（2022年12月）
- HG 1/144 GUNDAM SIDE-F限定 ギラ・ドーガ (ヴィンセント・グライスナー専用機)（2023年1月）
- HG 1/144 ホビー・ハイザック (A.O.Z RE-BOOT版)（2023年7月）
- HG 1/144 GUNDAM SIDE-F限定 ジムIII (地球連邦軍仕様/ボッシュ・ウェラー専用機)（2023年7月）
- HG 1/144 ギラ･ドーガ(アクシズ･ショックイメージカラー)（2024年2月）
- HG 1/144 ジムIII(アクシズ・ショックイメージカラー)（2024年6月）

#### コンテスト賞品など
- RX-77-2 ガンキャノン クリアレッドver.（時期不明）
コンテスト限定。
- RGM-79 ジム クリアver.（時期不明）
コンテスト限定。
- RX-77-2 ガンキャノン クリアーVer.（2000年9月）
電撃ガンプラ王決定戦2000参加賞。
- MS-06S シャア専用ザク レッドメッキver.（2005年）
モデラーズカップ2005賞品。
- MS-05 ザクI リアルタイプカラー（2006年）
第9回全日本オラザクコンテスト1次審査通過者記念品。
- RMS-106 ハイザック [マラサイスキームカラーver.]（2007年）
モデルグラフィックス ラビアンローズコンテスト参加景品。
- MS-09 ドム リアルタイプカラー（2007年）
第10回全日本オラザクコンテスト1次審査通過者記念品。
- RGM-79 ジム リアルタイプカラー（2008年）
第11回全日本オラザクコンテスト1次審査通過者記念品。
- MS-06 量産型ザク リアルタイプカラー（2010年）
第12回全日本オラザク選手権1次審査通過者記念品。
- MS-14A 量産型ゲルググ リアルタイプカラー（2011年）
第14回全日本オラザク選手権1次審査通過者記念品。
- G3 ガンダム イラストイメージカラー（2012年）
第15回全日本オラザク選手権1次審査通過者記念品。
- RX-78-2 ガンダム スモークブラッククリアVer.（2016年）
ガンプラビルダーズワールドカップ2016、公式サイトエントリー1次審査通過者及びプロショップエントリー店舗コンテスト1位獲得者副賞。
- RX-78-2 GUNDAM CLEAR RED Ver.（2016年）
第19回 全日本オラザク選手権 一次審査通過記念品。
- RX-78-2 ガンダム スモークブラッククリアVer.（2017年）
ガンプラビルダーズワールドカップ2017、公式サイトエントリー予選通過者及びプロショップエントリー店舗コンテスト1位獲得者副賞。
- RX-78-2 ガンダム スモークブラッククリアVer.（2018年）
GUNPLA BUILDERS WORLD CUP 2018、WEBエントリー1次審査通過作品及びプロショップ杯店舗優勝作品副賞。
- RX-78-2 ガンダム スモークブラッククリアVer.（2019年）
GUNPLA BUILDERS WORLD CUP 2019、WEBエントリー1次審査通過作品及びプロショップ杯店舗優勝作品副賞。

#### 当選品・景品など
- RX-78 ガンダム 紅ガンダムバージョン（2003年）
コミックボンボン ガンプラ武蔵 ガンダムプラモデル10000名プレゼント当選品。
- RGM-79FP ジム・ストライカー（ゲームカラーバージョン）（2007年）
バンダイナムコゲームス R&Gキャンペーン当選品。
- MS-06S シャア専用ザク キャンペーンオリジナルカラーVer.（2009年）
カラークリア。Express presents 機動戦士ガンダム30周年記念キャンペーンB賞当選品。
- HG 1/144 セブン-イレブン オリジナルクリアカラー6体セット（2011年）
ガンダムVer.G30th、ガンキャノン、ガンタンク、シャア専用ザク、シャア専用ズゴック、シャア専用ゲルググのセット。『セブン-イレブン 機動戦士ガンダムAGE放映記念 ガンダムキャンペーン』当選品。
- RX-0 ユニコーンガンダム（デストロイモード グリーンフレーム パールクリア Ver.）（2013年6月）
機動戦士ガンダムUC episode 6 上映記念企画 ユニコーンガンダム 覚醒キャンペーン当選品。
- MS-06S シャア専用ザク Ver.ZEONICTOYOTA（2013年8月）
キャラホビ2013 C3xHOBBY ジオニックトヨタブースのステージイベントアイテム。「シャア専用オーリス」関連イベントなどのプレゼントアイテム。
- RX-0 ユニコーンガンダム（デストロイモード）メモリアルクリアVer.（2014年4月）
- MSN-06S シナンジュ メモリアルクリアVer.（2014年4月）
- NZ-666 クシャトリヤ メモリアルクリアVer.（2014年5月）
- MSN-001A1 デルタプラス メモリアルクリアVer.（2014年5月）
- RX-0 ユニコーンガンダム2号機 バンシィ（デストロイモード）メモリアルクリアVer.（2014年6月）
- RX-0 フルアーマーユニコーンガンダム（ユニコーンモード）メモリアルクリアVer.（2014年6月）
以上6点、ガンプラHGUC×機動戦士ガンダムUC プレイバックキャンペーン当選品。
- MSM-04 アッガイ ゴールドインジェクションカラー（2014年10月）
「一番くじ 機動戦士ガンダム 35th Anniversary」スペシャルコラボ賞。
- MS-06S シャア専用ザク Ver.ZEONICTOYOTA Second Edition（2016年1月）
シャア専用オーリスIIキャラバンキャンペーンA賞。
- RX-78-2 ガンダム[ゴールドコーティング]（2017年10月）
ガンダムベース限定景品。
- RX-78-2 ガンダム CoCoICHI エクストラフィニッシュVer.［スプーン装備型］（2017年）
「『機動戦士ガンダム』×『カレーハウスCoCo壱番屋』 キャンペーン2017」当選品。
- ユニコーンガンダム [ポラライズドコーティングフレーム]（2017年）
「GUNPLA 2017 MID YEAR CAMPAIGN」A賞など。ガンダムベース特製。
- RX-78-2 ガンダム Ver.GEORGIA（2019年）
ジョージア ガンダム キャンペーン当選品。
- RX-93 νガンダム（ファーストロットカラーVer.）（2020年）
ガンダムファンクラブプレミアム会員入会特典。
- MS-06S シャア専用ザクII EneKey Ver.（2020年）
EneKey 1周年 10,000名様プレゼントキャンペーン当選品。
- MSN-02 ジオング 明治アーモンドチョコレートVer.（2021年2月）
明治アーモンドチョコレート オリジナルカラー ジオングプラモデル プレゼントキャンペーン当選品。
- RX-93 ニューガンダム 明治アーモンドチョコレートVer.（2021年）
明治アーモンドチョコレート×『機動戦士ガンダム 逆襲のシャア』キャンペーン当選品。

### オプション
- ガンダムデカールは、ガンダムデカールを参照。
- アクションベースは、アクションベースを参照。
- BUILDERS PARTS、BUILDERS PARTS HDは、ビルダーズパーツを参照。
- HG ウェポン&ジョイントパーツは、ガンプラの一覧#オプション限定モデルを参照。

雑誌付録など限定モデル
一部の製品にはFG(FUROKU GRADE)の表記がある。
- 1/144 フルドド（2005年12月）
AOZ用オプション。電撃ホビーマガジン2006年2月号付録。HGUC風のパッケージに「056.5」のナンバリング。
- 1/144 フルドド ティターンズカラー（2006年）
AOZ用オプション。電撃ガンプラ王決定戦2006参加賞。
- 1/144 プリムローズ（2006年11月）
AOZ用オプション。電撃ホビーマガジン2007年1月号付録。HGUC風のパッケージに「069.5」のナンバリング。
- 1/144 プリムローズ ティターンズカラー（2007年）
AOZ用オプション。電撃ガンプラ王決定戦2007参加賞。
- 1/144 ジム改［ワグテイル］コンバージョンパーツ（2011年3月）
HGUCジム改改造パーツ。電撃ホビーマガジン2011年5月号付録。
- 1/144 ジム改［ワグテイル］コンバージョンパーツ HGUC ジム改 カラーVer.（2012年）
HGUCジム改改造パーツ。電撃ガンプラ王決定戦2011上位入賞者賞品。
- HGUC 1/144 フルアーマー・ユニコーンガンダム専用ハイパー・ビーム・ジャベリン（2014年5月）
ガンダムユニコーンエースVol.6付録。
- HGUC 1/144 フルアーマー・ユニコーンガンダム専用ハイパー・ビーム・ジャベリン クリアVer.（2014年）
ガンダムUCファイナルキャンペーンA賞。
- HGUC 1/144 RX-78-2ガンダム対応武器セットA（2015年7月）
ガンダムエース2015年9月号付録。
- HGUC 1/144 RX-78-2ガンダム対応武器セットB（2015年8月）
ガンダムエース2015年9月号増刊ガンプラエース付録。
- HGCE フリーダムガンダム カスタムキット（2015年8月）
ホビージャパン2015年10月号付録。
- 1/144 HGUC ユニコーンガンダム2号機 バンシィ・ノルン（デストロイモード）用ユニット ハイパー・ビーム・ジャベリン（2015年12月）
コミックス「機動戦士ガンダムUCバンデシネ(14)」特装版同梱アイテム。
- HG 1/144 ロング・ライフル（2018年9月）
ガンダムエース2018年11月号付録。「機動戦士ムーンガンダム」刊行記念、HGムーンガンダム連動ロング・ライフル。RGサザビー用ハンドパーツ付き。
- HG 1/144 ロング・ライフル（2020年3月）
機動戦士ガンダム新訳MS大全集 特装版 U.C.0092‐0169編に同梱。RGサザビー用ハンドパーツ付き。